# Zeittafel zum Dreißigjährigen Krieg
Die Zeittafel zum Dreißigjährigen Krieg nennt bedeutende Ereignisse zum Dreißigjährigen Krieg und seiner Vorgeschichte.
Alle Ereignisse sind nach dem Gregorianischen Kalender eingetragen, bei schwedischen Ereignissen ist zusätzlich teilweise der damals dort herrschende Julianische Kalender (jeweils zehn Tage früher) angegeben.

## Vorgeschichte ab 1606
| Zeitraum/Datum                  | Ereignis |
| ------------------------------- | --- |
| 25. April 1606                  | Erstes Kreuz- und Fahnengefecht. |
| 25. April 1606                  | Bruderzwist im Haus Habsburg: In einer Urkunde erklären die Erzherzöge von Österreich Matthias (Bruder des amtierenden Kaisers und sein Nachfolger), Maximilian Erzh. Vorderösterreich und Ferdinand (später als Kaiser Nachfolger von Kaiser Matthias), den toleranten, amtierenden Kaiser Rudolf II. für geisteskrank. Damit starten sie den Versuch, die Macht für sich zu gewinnen. |
| April 1607                      | Wallenstein, der ab 1604 bei kaiserlichen Fußtruppen als Fähnrich gedient hatte, wird Kämmerer im Dienst von Erzherzog Matthias. |
| 17. Dezember 1607               | Zweites Kreuz- und Fahnengefecht. Die lutherische Reichsstadt Donauwörth wird von katholischen, bayerische Truppen besetzt und damit vom bayerischen Herzog Maximilian I. de facto annektiert. |
| 11. Mai – 15. Mai 1608          | Betrieben vom reformierten Pfälzer Kurfürsten Friedrich IV. erfolgte die Gründung der Protestantischen Union in Auhausen. |
| 25. Juni 1608                   | Fortsetzung des Bruderzwists im Haus Habsburg: Im Frieden von Lieben wird Matthias (Bruder und Nachfolger des Kaisers) König in Ungarn und erhält das Erzherzogtum Österreich und die Markgrafschaft Mähren. Kaiser Rudolf II. verliert zunehmend die Kontrolle |
| 25. März 1609                   | Beginn des Jülich-Klevischen Erbfolgestreits |
| 9. Juli 1609                    | Im Majestätsbrief gewährt Kaiser Rudolf II. den böhmischen Stände Religionsfreiheit. |
| 10. Juli 1609                   | Betrieben vom bayerischen Herzog Maximilian I. erfolgt die Gründung der katholischen Liga in München als Gegengewicht zur Protestantischen Union. |
| 20. August 1609                 | Im Majestätsbrief gewährt Kaiser Rudolf II. den schlesischen Ständen Religionsfreiheit. |
| 23. Mai 1611                    | Fortsetzung des Bruderzwists im Haus Habsburg: Matthias wird zum König von Böhmen gekrönt. |
| 20. Januar 1612                 | Ende des Bruderzwists im Haus Habsburg: Rudolf II. stirbt. Matthias wird römisch-deutscher Kaiser und führt die „Kompositionspolitik“ (eine auf Kompromissen beruhende Religionspolitik) fort, die letztlich scheitert. |
| 12. November 1614               | Der Vertrag von Xanten bringt eine vorläufige und oberflächliche Lösung für den Jülisch-Klevischen Erbfolgestreit: Mark Brandenburg (protestantisch) erhält Kleve-Mark, Ravenstein, Ravensberg und Pfalz-Neuburg (katholisch) erhält Jülich-Berg. |
| Februar 1617                    | Wallenstein stellt Erzherzog Ferdinand (späterer Kaiser Ferdinand II.) ein kleines, aber gut ausgerüstetes Heer zur Verfügung, mit dem er in den Friauler Krieg eingreifen konnte. |
| 29. Juni 1617                   | Krönung von Ferdinand zum König von Böhmen im Prager St. Veits-Dom. Ferdinand (später als Kaiser Nachfolger des noch amtierenden Kaisers Matthias) beginnt in Böhmen eine gegenreformatorische Religionspolitik. |
| 12.jul. / 22. Oktober 1617greg. | Gustav Adolf wird in Uppsala zum König von Schweden gekrönt. |

## Böhmisch-Pfälzischer Krieg (1618–1623)

### 1618
| Zeitraum/Datum | Ereignis |
| -------------- | --- |
| 21. Mai        | Ständeaufstand in Böhmen (1618).                                                                                |
| 23. Mai        | Zweiter Prager Fenstersturz.                                                                                    |
| 1. Juni        | Krönung Ferdinands II. zum König von Ungarn in der St. Martins-Kirche von Preßburg.                             |
| 20. Juli       | Verhaftung Melchior Kardinal Klesls und Inhaftierung in Ambras.                                                 |
| 9. November    | Gefecht bei Lomnitz (Südböhmen). Böhmische Truppen besiegen Kaiserliche unter Karl Bonaventura Graf von Buquoy. |
| 21. November   | Eroberung der königlichen (habsburgtreuen) Stadt Pilsen durch böhmische Truppen unter Ernst von Mansfeld.       |

### 1619
| Zeitraum/Datum  | Ereignis |
| --------------- | --- |
| 20. März        | Tod Kaiser Matthias’ in Wien |
| 30. April       | Wallenstein, der sich mit seinem mährischen Regiment nicht dem böhmischen Aufstand anschließt, erzwingt die Herausgabe der Kasse der mährischen Stände, bringt das Geld nach Wien zu Kaiser Ferdinand II.) und verliert Teile des Regiments durch Desertion. |
| 29. Mai         | Eroberung von Laa an der Thaya durch böhmische Truppen unter Heinrich Matthias von Thurn. |
| 5. Juni         | „Sturmpetition“ der niederösterreichischen protestantischen Stände bei Ferdinand II. in der Wiener Hofburg. |
| 6. Juni         | Das böhmische Ständeheer unter Heinrich Matthias von Thurn steht vor Wien. |
| 10. Juni        | Schlacht bei Záblat beziehungsweise Netolitz (Südböhmen). Niederlage der böhmischen Truppen unter Ernst von Mansfeld gegen die Kaiserlichen unter Buquoy. |
| 31. Juli        | Bildung der Böhmischen Konföderation, der Protestantismus wird zur Staatsreligion erklärt. |
| 19. August      | Absetzung Ferdinands II. als böhmischer König durch die böhmischen Stände. |
| 20. August      | Abschluss einer Angriffsallianz zwischen Fürst Bethlen Gábor von Siebenbürgen und den böhmischen Ständen. |
| 26. August      | Wahl Kurfürst Friedrichs V. von der Pfalz durch die böhmischen Stände zum König von Böhmen („Winterkönig“). |
| 28. August      | Wahl Ferdinands II. in Frankfurt am Main zum Kaiser des Heiligen Römischen Reichs Deutscher Nation. |
| 9. September    | Krönung Ferdinands II. zum röm. dt. Kaiser in Frankfurt am Main. |
| 8. Oktober      | Im Münchner Vertrag versichert Maximilian I.von Bayern als Vorsitzender der Katholischen Liga, Kaiser Ferdinand II. gegen aufständische Protestanten in Böhmen, geführt von Friedrich V. zu unterstützen. Als Gegenleistung verspricht der Kaiser Erstattung der Kosten und pfandweise Überlassung von Gebieten. Weiterhin wird (mündlich) zugesichert die Pfälzer Kurwürde auf Bayern zu übertragen. Der Vertrag ist de facto eine deutliche Stärkung der seit 1616 geschwächten katholischen Liga. |
| 14. Oktober     | Schlacht und Einnahme von Pressburg nach Niederlage kaiserlicher Truppen unter Rudolf von Tiefenbach gegen Bethlen Gábor. |
| 24.–26. Oktober | Das böhmische Heer unterHeinrich Matthias von Thurn belagert erfolglos Wien, das verteidigt wird von Buquoy. |
| 4. November     | Krönung von Friedrich V. von der Pfalz zum König von Böhmen im Veitsdom. |
| 26. November    | Neuerliche Belagerung von Wien durch böhmische Streitkräfte unter Heinrich Matthias von Thurn. |

### 1620
| Zeitraum/Datum     | Ereignis |
| ------------------ | --- |
| 6. Juni            | Ferdinand II. beauftragt Maximilian I. von Bayern mit der Reichsexekution in Böhmen. |
| 3. Juli            | Ulmer Vertrag: Neutralitätsabkommen zwischen katholischer Liga und Protestantischer Union unter französischer Vermittlung in der nicht erfüllten Hoffnung, spanische Eroberungen von Reichsgebieten verhindern zu können. |
| 12. Juli           | Die Kaiserlichen unter Karl Bonaventura Graf von Buquoy schlagen in der Nähe von Wien böhmisch-pfälzische Truppen unter Heinrich Matthias von Thurn.                                                                      |
| 23. Juli           | Das bayerisch-kaiserliche Heer der katholischen Liga unter Maximilian von Bayern dringt in Österreich ein, um den Aufstand der protestantischen Stände in den Erblanden zu beenden.                                       |
| 25. August         | Wahl von Bethlen Gábor zum König von Ungarn durch den ungarischen Reichstag in Banská Bystrica. |
| 11. September      | Schlacht bei Tirano (im Veltlin): spanische Truppen siegen über die Truppen der Drei Bünde. |
| 23 – 26. September | Das bayerisch-kaiserliche Heer der katholischen Liga unter Maximilian von Bayern und Tilly erobert Cham (Oberpfalz) und dringt in Böhmen ein.                                                                             |
| 5. Oktober         | Ein sächsisches Heer unter Kurfürst Johann Georg von Sachsen dringt von Norden in die Lausitz ein. |
| 8. November        | Schlacht am Weißen Berg bei Prag. Bayerisch-kaiserliche Truppen der katholischen Liga unter Tilly besiegen das böhmisch-pfälzische Heer unter Christian von Anhalt.                                                       |
| 9. November        | Flucht Friedrichs V. von der Pfalz aus Prag nach der Schlacht am Weißen Berg. |
| Dezember           | Einnahme Karlsteins durch die Kaiserlichen unter Karl Bonaventura Graf von Buquoy. |

### 1621
| Zeitraum/Datum    | Ereignis |
| ----------------- | --- |
| 22. Januar        | Verhängung der Reichsacht über Kurfürst Friedrichs V. von der Pfalz, der damit seinen Status als Kurfürst verliert.                                             |
| 7. Mai            | Einnahme von Pressburg durch die Kaiserlichen unter Karl von Bucquoy.                                                                                           |
| 14. Mai           | Auflösung der Protestantischen Union. |
| 21. Juni          | Hinrichtung 28 böhmischer aufständischer Adliger in Prag. |
| 16. Juli          | Peter Ernst II. von Mansfeld wehrt bei Waidhaus (Oberpfalz) einen Angriff Tillys ab.                                                                            |
| 15./25. September | Eroberung Rigas durch schwedische Truppen. |
| 5. Oktober        | Schlacht bei Tyrnau (Trnava, heute Slowakei). Niederlage kaiserlicher Truppen unter Rudolf von Tiefenbach gegen Bethlen Gábor.                                  |
| 2. Dezember       | Christian von Halberstadt erobert Amöneburg bei Mainz. |
| 20. Dezember      | Schlacht bei Kirdorf (heute: Kirtorf) (westlich von Alsfeld): Christian von Halberstadt wird von ligistischen Truppen unter dem Grafen Anholt zurückgeschlagen. |

### 1622
| Zeitraum/Datum     | Ereignis |
| ------------------ | --- |
| 2. Januar          | Christian von Halberstadt besetzt Lippstadt (Kreis Soest) als Ausgangspunkt für seine Heerzüge in die benachbarten katholischen Gebiete Paderborn und Münster. |
| 6. Januar          | Im Frieden von Nikolsburg (Mikulov) verzichtet der protestantische Fürst von Siebenbürgen Gabriel Bethlen auf die ungarische Krone und wird in den Stand eines Reichsfürsten erhoben (Herzog von Oppeln und Ratibor). |
| 21. Januar         | Christian von Halberstadt besetzt Soest. |
| 3. Februar         | Die niederländische Besatzung von Jülich ergibt sich nach mehrmonatiger Belagerung den Spaniern unter Ambrogio Marchese di Spinola. |
| 27. April          | Schlacht bei Mingolsheim zwischen den Truppen der katholischen Liga unter Tilly und den siegreichen pfälzischen Truppen unter Peter Ernst II. von Mansfeld. |
| 6. Mai             | Schlacht bei Wimpfen zwischen den Truppen der siegreichen katholischen Liga unter Tilly und González Hernandez de Córdoba und pfälzischen Truppen unter Markgraf Georg Friedrich von Baden-Durlach. |
| 20. Juni           | Schlacht bei Höchst zwischen den siegreichen Truppen der katholischen Liga unter Tilly und den pfälzischen Truppen unter Christian von Braunschweig-Wolfenbüttel ( Der „Wilde Herzog“ oder „Toller Halberstädter“). |
| 29. August         | Schlacht bei Fleurus ( Belgien, zwischen Namur und Charleroi ). Pfälzisch-protestantische Truppen unter Christian von Braunschweig-Wolfenbüttel ( Der „Wilde Herzog“ oder „Toller Halberstädter“) und Peter Ernst II. von Mansfeld gelingt ein Durchbruch in die Niederlande gegen spanische Truppen unter González Hernandez de Córdoba. |
| 16 – 19. September | Truppen der katholischen Liga unter Tilly erobern Heidelberg. Die Stadt bleibt unter bayerischer Besatzung bis 1632. |
| 2. November        | Truppen der katholischen Liga unter Tilly erobern Mannheim. |

### 1623
| Zeitraum/Datum        | Ereignis |
| --------------------- | --- |
| 10. Jan. 23./25. Feb. | Auf einem Kurfürstentag in Regensburg erfolgt die Aberkennung der Kurwürde des Kurfürsten Friedrich V. (Pfalz) durch Kaiser Ferdinand II. und die Übertragung der Kurwürde auf Herzog Maximilian I. von Bayern, der damit neuer Kurfürst wird. |
| 6. Juli               | Gefecht bei Reiffenhausen (nahe bei Göttingen) zwischen siegreichen pfälzisch-protestantischen Truppen unter Christian von Halberstadt und kaiserlichen Truppen unter Franz Albrecht von Sachsen-Lauenburg.                                    |
| 6. August             | Schlacht bei Stadtlohn (südlich von Ahaus, westlich von Coesfeld) zwischen siegreichen Truppen der katholischen Liga unter Tilly und protestantischen Truppen unter Christian von Halberstadt.                                                 |
| 6. August             | Wahl von Maffeo Barberini zum Papst Urban VIII., der den Kaiser nicht mehr finanziell unterstützt, sondern stärker mit Frankreich sympathisiert, da er eine habsburgische Umklammerung des Kirchenstaates befürchtet.                          |

### 1624
| Zeitraum/Datum | Ereignis |
| -------------- | --- |
| 13. August     | Kardinal Richelieu wird Vorsitzender des königlichen Staatsrates in Frankreich. Er wird dieses Amt bis zu seinem Tode am 4. Dezember 1642 innehaben. |

## Dänisch-Niedersächsischer Krieg (1625–1629)

### 1625
| Zeitraum/Datum | Ereignis |
| -------------- | --- |
| 20. März       | Wahl König Christians IV. von Dänemark zum niedersächsischen Kreisoberst. |
| 15. Mai        | „Frankenburger Würfelspiel“ und Blutgericht auf dem Haushammerfeld bei Vöcklamarkt/Oberösterreich. |
| 5. Juni        | Im Achtzigjährigen Krieg wird Breda (zwischen Rotterdam und Antwerpen) am 5. Juni 1625 vom spanischen General Ambrosio Spinola nach neunmonatiger Belagerung eingenommen. |
| 25. Juli       | Kaiser Ferdinand II. ernennt Wallenstein zum kaiserlichen Oberbefehlshaber. |
| 25. August     | Hameln wird kampflos von Truppen der katholischen Liga unter Tilly besetzt, nachdem die Stadt überstürzt von Truppen des Königs Christian IV. von Dänemark verlassen worden war. Die Stadt bleibt bis 1633 (Schlacht bei Hessisch-Oldendorf) besetzt. |
| 21. September  | Schlacht bei Verceia (Lombardei). Die Kaiserlichen unter Pappenheim besiegen Franzosen und Venezianer. |
| 13. Oktober    | Tilly und Wallenstein treffen sich in Alfeld (Leine), Ortsteil Limmer zu einer Unterredung. |
| Ende November  | Karl IV. (Lothringen) wird nach jahrelangen konfliktreichen Auseinandersetzungen mit Frankreich und seit 1624 mit Richelieu Herzog von Lothringen. Das Verhältnis bleibt gespannt, da Karl IV. in Paris die Gegner Richelieus unterstützt und Richelieu den Einfluss Frankreichs auf Kosten von Lothringen bis zum Rhein ausdehnen will und deshalb Militär in Lothringen stationieren will. |

### 1626
| Zeitraum/Datum  | Ereignis |
| --------------- | --- |
| 7./17. Januar   | Schwedische Truppen unter Gustav II. Adolf besiegen ein polnisches Heer bei Wallhof (bei Riga). |
| Beginn 1626     | Der dänische König Christian IV. besetzt mit protestantischen Truppen die Festung Wolfenbüttel. |
| 25. April       | Schlacht an der Dessauer Elbbrücke zwischen den siegreichen kaiserlichen Truppen unter Wallenstein und den protestantischen Truppen unter Peter Ernst II. von Mansfeld. Nach dem Sieg beherrscht Wallenstein den Elbübergang. |
| 21. Mai         | Niederlage von Adam Graf von Herberstorff im Oberösterreichischen Bauernkrieg gegen aufständische Bauern bei Peuerbach/Oberösterreich. |
| 6. Juni         | Der protestantische Heerführer Christian von Halberstadt stirbt in Wolfenbüttel. |
| 9. Juni         | Tilly erobert am 30. Maijul. / 9. Juni 1626greg. das dänisch besetzte Hannoversch Münden. |
| 21. Juli        | Erfolgreiche Abwehr unter Adam Graf von Herberstorff im Oberösterreichischen Bauernkrieg gegen die Bauern bei Linz. |
| 27. August      | In der Schlacht bei Lutter am Barenberge (südöstl. von Hildesheim, südwestl. von Salzgitter) besiegen die Truppen der katholischen Liga unter Tilly die protestantischen Truppen des dänischen Königs Christian IV. |
| Ende August     | Kaiserliche Truppen unter Pappenheim belagern die Landesfestung Wolfenbüttel, eine der bestgesicherten Festungen Norddeutschlands. Alle Angriffe scheitern. Pappenheim lässt einen Damm erbauen, der die Oker aufstaut und die Stadt 140 Tage lang mannshoch hoch unter Wasser setzt. Die Festungsbesatzung ergab sich im Dezember 1627. |
| 9./12. November | Gottfried Heinrich Graf zu Pappenheim besiegt die oberösterreichischen Bauern bei Eferding und Vöcklabruck. |
| 29. November    | Ernst von Mansfeld stirbt auf der Reise nach Venedig in Rakovica (bei Sarajevo/Bosnien). |
| 20. Dezember    | Friede von Pressburg zwischen Kaiser Ferdinand II. und Bethlen Gábor. |
| 24. Dezember    | Gustav Horn und Jakob De la Gardie besiegen bei Wenden die Polen. |

### 1627
| Zeitraum/Datum | Ereignis |
| -------------- | --- |
| 25. Januar     | Rückkehr Kardinal Klesls nach Wien. |
| 10. Mai        | In der Verneuerten Landesordnung wird die Wahlmonarchie in Böhmen abgeschafft und Böhmen zum Erbbesitz der Habsburger erklärt.                             |
| Sommer         | Wolf Heinrich von Baudissin bewahrt bei Koschau an der Oder die dänische Kavallerie vor der Vernichtung durch Wallenstein.                                 |
| 24. September  | Schlacht bei Heiligenhafen an der Ostsee (Holstein). Niederlage der Dänen unter Georg Friedrich von Baden-Durlach.                                         |
| Oktober        | Wismar wird von kaiserlichen Truppen besetzt, die 1632 von schwedischen Truppen vertrieben werden.                                                         |
| 10. November   | Das Herzogtum Pommern wird von kaiserlichen Truppen unter Hans Georg von Arnim besetzt.                                                                    |
| 18. Dezember   | Gottfried Heinrich Graf zu Pappenheim besetzt die seit August 1626 belagerte und durch den Bau des Schwedendamms unter Wasser gesetzte Stadt Wolfenbüttel. |

### 1628
| Zeitraum/Datum | Ereignis |
| -------------- | --- |
| 1. Februar     | Kaiser Ferdinand II. entbindet die Untertanen der Mecklenburger Herzöge Adolf Friedrich I. und Johann Albrecht II. vom Eid.                                                                          |
| 22. Februar    | Erbliche Übertragung der pfälzischen Kurwürde an Maximilian I. von Bayern. |
| 23. Mai        | Beginn der erfolglosen Belagerung von Stralsund durch kaiserliche Truppen unter Hans Georg von Arnim und Wallenstein. Die Stadt wird unterstützt vom schwedischen König Gustav II. Adolf (Schweden). |
| 3. August      | Abbruch der erfolglosen Belagerung von Stralsund durch kaiserliche Truppen unter Wallenstein. |
| 2. September   | Schlacht bei Wolgast. Sieg der kaiserlichen Truppen unter Albrecht von Wallenstein und Rudolf von Tiefenbach gegen die dänischen Truppen unter dem dänischen König Christian IV.                     |
| 17. Oktober    | Besetzung der Hansestadt Rostock durch kaiserliche Truppen unter Wallenstein und Arnim. |

### 1629
| Zeitraum/Datum    | Ereignis |
| ----------------- | --- |
| ?                 | In Frankreich wird Kardinal Richelieu zum Generalleutnant ernannt und wird damit Stellvertreter von König Ludwig XIII.                                                                                                  |
| 18. Januar        | Der schwedische Reichstag stimmt für den Eintritt in den Krieg gegen Kaiser Ferdinand II. |
| 6. März           | Kaiser Ferdinand II. erlässt das Restitutionsedikt. |
| 22. Mai           | Abschluss des Friedens von Lübeck zwischen Kaiser Ferdinand II. und König Christian IV. (Dänemark und Norwegen). |
| 17./27. Juni      | Schlacht bei Stuhm (Schwedisch-Polnischer Krieg (1600–1629)). Sieg von polnischen Truppen, unterstützt von kaiserlichen Truppen unter Arnim über schwedische Truppen unter König Gustav Adolf.                          |
| 28. Juni          | Mit dem Frieden von Alès zwischen den Hugenotten und dem französischen König beendet Kardinal Richelieu nach der La Rochelle den Kriegszustand zwischen Protestanten und Katholiken in Frankreich.                      |
| 19. August        | Friedrich Heinrich von Nassau-Oranien, Statthalter der Niederlande, erobert Wesel. |
| 16./26. September | Der Waffenstillstand von Altmark (nahe Danzig) beendet für sechs Jahre den schwedisch-polnischen Krieg. Polen tritt Livland an Schweden ab. Der Vertrag wird 1635 unbegrenzt verlängert mit dem Vertrag von Stuhmsdorf. |

## Schwedischer Krieg (1630–1635)

### 1630
| Zeitraum/Datum | Ereignis\| |
| -------------- | --- |
| 3. Juni        | Beginn des Regensburger Kurfürstentages. |
| 6. Juli        | Die Schweden unter Gustav II. Adolf landen mit einer kleinen Streitmacht von ca. 13.000 Mann bei Peenemünde auf Usedom.                                                |
| 18. Juli       | Kaiserliche Truppen unter Gallas, Aldringen und Piccolomini erobern und plündern Mantua im Mantuanischen Erbfolgekrieg.                                                |
| 10./20. Juli   | Besetzung Stettins durch schwedische Truppen. Wenig später kontrollieren die Schweden das ganze Herzogtum Pommern.                                                     |
| 13. August     | Kaiser Ferdinand II. und die Kurfürsten beschließen auf einem Kurfürstentag in Regensburg die Entlassung von Wallenstein als Oberbefehlshaber des kaiserlichen Heeres. |
| 6. September   | Wallenstein empfängt in Memmingen die Entlassungsurkunde als Oberbefehlshaber des kaiserlichen Heeres.                                                                 |

### 1631
| Zeitraum/Datum         | Ereignis |
| ---------------------- | --- |
| 23. Januar             | Vertrag zu Bärwalde (bei Küstrin). Frankreich sichert Schweden für den Kampf gegen den Kaiser Subsidien zu. |
| 26. Februar – 4. April | Eröffnung und anschließende Tagung des Leipziger Konvents, einer Versammlung protestantischer Reichsfürsten, die sich als „Leipziger Bund“ bezeichnen. In der Abschlusserklärung („Leipziger Erklärung“) wird dem Kaiser der Vorwurf gemacht, mit dem von ihm erlassenen Restitutionsedikt und mit den Feldzügen des kaiserlichen Wallenstein-Heeres und des Heeres der katholischen Liga unter Tilly Elend über das Reich gebracht und damit die Verfassung des Reichs gebrochen zu haben. |
| 9. März                | Nach dreitägigem Kampf erobert ein Heer der katholischen Liga unter Tilly Neubrandenburg. Die schwedische Besatzung wird fast vollständig niedergemacht, der Befehlshaber Knyphausen wird gefangen genommen. |
| 3./13. April           | Belagerung und Einnahme von Frankfurt an der Oder durch schwedische Truppen unter Gustav II. Adolf. Die kaiserlichen Besatzungstruppen unter Montecuccoli ziehen ab. |
| 6. April               | Der Friedensvertrag von Cherasco (Piemont) beendet den Mantuanischen Erbfolgekrieg (1628–1631). Kaiser Ferdinand II. verzichtet auf Mantua und Montferrat und räumt Graubünden, das von den Franzosen besetzt wird. Der Vertrag wird am 19. Juni mit einem Zusatzvertrag ergänzt. |
| 21. April              | Herzog Georg von Braunschweig schließt sich dem schwedischen König Gustav II. Adolf an und erhält ein schwedisches Generalspatent. Nach dem Tod des Königs erhält der Herzog die Führung des deutsch-schwedischen Heeres in Niedersachsen und Westfalen. Im August 1635 wird ihm das schwedische Generalspatent entzogen. |
| 20. Mai                | Eroberung von Magdeburg unter Tilly. Die Stadt wurde seit März 1631 belagert und wird fast vollständig zerstört. Es gibt ca. 20.000 Tote unter der Zivilbevölkerung. |
| 30. Mai                | Vertrag von Fontainebleau. Geheimer Bündnisvertrag für 8 Jahre zwischen Kurfürst Maximilian I.von Bayern und Frankreich. Im Fall eines Angriffs auf Bayern und im Fall eines kaiserlich-habsburgischen Angriffs auf Frankreichs sah der Vertrag gegenseitige Unterstützung vor. |
| 22. Juni               | Der schwedische König Gustav II. Adolf erpresst den Kurfürsten von Brandenburg Georg Wilhelm durch militärische Bedrohung zum Abschluss eines Vertrages, der es den Schweden ermöglicht, alle Hilfsquellen von Brandenburg und die Festungen Spandau und Küstrin als Stützpunkte zu nutzen. |
| 22. Juli               | Schwedische Truppen unter Gustav II. Adolf erobern das an Wallenstein verliehene Herzogtum Mecklenburg. |
| 28. Juli               | Kaiserliche Truppen unter Holk leisten bei Wolmirstedt (nördl. von Magdeburg) den Schweden erbitterten Widerstand. |
| 7. August              | Schwedische Truppen unter Gustav II. Adolf besiegen in der Schlacht bei Werben (bei Havelberg) Truppen der Liga unter Tilly. |
| 31. August             | Die Ligatruppen unter Tilly erhalten erhebliche Verstärkung auf 36.000 Mann, beginnen einen Angriff auf Sachsen, erobern Merseburg, verwüsten und plündern das Land und bedrohen ab 6. September Leipzig. |
| 7. September           | Niederlage kaiserlicher Truppen unter Don Marradas gegen sächsische Truppen unter Arnim nahe Breslau. |
| 11. September          | Der schwedische König Gustav II. Adolf schließt mit dem Kurfürsten von Sachsen Johann Georg einen Bündnisvertrag, in dem alle sächsischen Truppen sich den Schweden anschließen und den schwedischen Truppen Unterkunft und Versorgung in Sachsen zugesichert wird. Gustav Adolf erhält aber nicht den Oberbefehl über alle Truppen, der sächsische Kurfürst behält die Kontrolle über seine eigenen Truppen.                                                                               |
| 14. September          | Das Heer der katholischen Liga unter Tilly erobert die Feste Pleißenburg in Leipzig. |
| 7./17. September       | In der Schlacht bei Breitenfeld (nördlich von Leipzig) erleiden die Truppen der Katholischen Liga unter dem Feldherren Tilly eine schwere Niederlage gegen das erstmals gemeinsam agierende schwedisch-sächsische Heer unter König Gustav II. Adolf. Die Niederlage führt zum Siegeszug der Schweden bis nach Bayern. |
| 2. Oktober             | Die vor zwei Wochen in der Schlacht bei Breitenfeld siegreichen Schweden besetzen die Stadt Erfurt (bis 1635). |
| 6. Oktober             | Die von kaiserlichen Truppen unter Oberst Virmond besetzte Hansestadt Rostock ergibt sich nach 4½-monatiger Belagerung einem schwedischen Heer unter General Tott. |
| 12. Oktober            | Die Schweden unter König Gustav II. Adolf ziehen in Schweinfurt ein und besetzen die Stadt, nachdem die vorherige kaiserliche Besatzung wenige Tage zuvor abgezogen war. |
| 14. / 17. Oktober      | Besetzung von Würzburg durch Gustav Adolf und anschließend Erstürmung der Festung Marienberg. |
| 28./30. Oktober        | Belagerung und Einnahme der Reichsstadt Rothenburg ob der Tauber durch General Tilly. |
| 15. November           | Eroberung Prags durch sächsische Truppen unter Hans Georg von Arnim als Folge des Sieges in der Schlacht bei Breitenfeld. |
| 27.November            | Schwedische Truppen unter König Gustav Adolf ziehen mainabwärts von Würzburg über Wertheim und Mildenberg nach Frankfurt und besetzen kampflos Hanau, weil Graf Philipp Moritz, bisher Anhänger des Kaisers, die Seiten wechselt. Hanau wird Fluchtpunkt für Kriegsflüchtlinge. |
| 7. Dezember            | Ein sächsisches Heer unter Arnim besiegt bei Nimburg (Mittelböhmen) ein kaiserliches Heer unter Rudolf von Tiefenbach. |
| 8./18. Dezember        | Rheinüberquerung von Gustav II. Adolf bei Erfelden nahe Darmstadt. In seinem Auftrag errichtet man die Schwedensäule. |
| 15. Dezember           | Wallenstein wird wegen der dramatisch schlechten militärischen Lage erneut zum Oberbefehlshaber der kaiserlichen Armee berufen. Über seine Forderungen nach erweiterten Vollmachten wird bis April 1632 verhandelt. |
| 23. Dezember           | Vom 17. bis 22. Dezember dauert die Belagerung von Mainz. Am 23. Dezember rücken die Schweden nach ehrenvoller Übergabe in Mainz ein. Auf der Mainspitze wird der Bau einer Festungsanlage (Gustavsburg) begonnen. |

### 1632
| Zeitraum/Datum     | Ereignis |
| ------------------ | --- |
| 1632–1648          | Seekrieg auf dem Bodensee. |
| 14. bis 21. Januar | Pappenheim versucht vergeblich Magdeburg zu entsetzen, das von schwedischen Truppen unter Johan Banér belagert und nach Pappenheims Abzug von ihnen besetzt wird.                                                                                     |
| Ende Januar        | Ein schwedisches Heer unter Gustav Horn besetzt Bamberg. |
| Anfang März        | Nach dem Sieg in der Schlacht bei Breitenfeld erreicht Gustav Adolf die Stadt Nürnberg und wird von der Bevölkerung begeistert begrüßt. Nürnberg wird zu einem Stützpunkt des Heeres ausgebaut, das von hier aus mit 40.000 Mann Bayern erobern soll. |
| 9. März            | Ein nach der schweren Niederlage in der Schlacht bei Breitenfeld neu aufgestelltes Heer der katholischen Liga unter Tilly besiegt die schwedischen Besatzungstruppen von Bamberg unter Gustav Horn und erobert Bamberg für eine kurze Zeit zurück.    |
| 7. April           | Schwedische Truppen unter Gustav Adolf besetzen Donauwörth auf dem Weg nach München. |
| 9. April           | Französische Truppen ziehen auf der Festung Ehrenbreitstein bei Koblenz ein, nachdem Kurfürst Philipp Christoph von Sötern ihnen das Besatzungsrecht eingeräumt hat.                                                                                  |
| 13. April          | Wallenstein beginnt mit stark erweiterten Vollmachten (auch zu Verhandlungen) sein zweites Generalat als Oberbefehlshaber der kaiserlichen Armee (Göllersdorfer Vereinbarung).                                                                        |
| 15. April          | Schlacht bei Rain am Lech nahe Donauwörth. Die bayerischen Truppen unter Tilly erleiden eine Niederlage gegen die Schweden unter Gustav Adolf. (Tilly wird schwer verwundet und stirbt am 30. April).                                                 |
| 20. April          | Augsburg wird von den Schweden unter Gustav Adolf kampflos eingenommen. |
| 23. April          | Kurze vergebliche Belagerung der starken bayrischen Landesfestung Ingolstadt durch schwedische Truppen unter Gustav Adolf. |
| 27. April          | Beginn der Kämpfe um Regensburg mit der Besetzung von Regensburg durch bayerische Truppen. Die Stadt wird zur Festung ausgebaut, aber im Folgejahr trotzdem von den Schweden erobert.                                                                 |
| 11. Mai            | Besetzung und kampflose Einnahme der Reichsstadt Dinkelsbühl durch den Obristen Claus Dietrich von Sperreuth in Vertretung des Schwedenkönigs Gustav Adolf.                                                                                           |
| 17. Mai            | Einzug der Schweden in München unter Gustav Adolf und Lennart Torstensson. |
| 17. bis 22. Mai    | Besetzung der Fürstpropstei Ellwangen durch die Obristen Sperreuth und Degenfeld für die Schweden. |
| 25. Mai            | Wallenstein besetzt Prag. |
| Juni               | Karl IV. von Lothringen stellt dem Kaiser ein lothringisches Heer zur Verfügung. Daraufhin besetzen französische Truppen Lothringen. |
| 23. Juli           | Die Truppen des Gottfried Heinrich Graf zu Pappenheim nehmen die Reichsstadt Dortmund ein. Der Kriegsherr fordert 50.000 Taler Kontribution. Für die nächsten Wochen richtet Pappenheim in Dortmund sein Hauptquartier ein.                           |
| 23. Juli           | Der Plan von Graf Gronsfeld, mit einem Heer der Katholischen Liga die Stadt Hannover zu überrumpeln, scheitert schon vor Beginn der Aktion mit dem Gefecht bei Hainholz.                                                                              |
| 27. Juli           | Erzherzog Leopold V. (Österreich-Tirol) verteidigt erfolgreich die Festung Ehrenberg bei Reutte (Tirol) gegen die Schweden unter Bernhard von Sachsen-Weimar.                                                                                         |
| 16. August         | Schlacht bei Wiesloch, schwedische und kaiserliche Truppen stehen sich in Wiesloch gegenüber. |
| 17. August         | Gottfried Heinrich Graf zu Pappenheim unterliegt den Niederländern bei Maastricht, das seit Juni belagert wird. |
| 20. August         | Auf Wunsch des Kurfürsten Philipp Christoph von Sötern wird Trier von französischen Truppen besetzt, die eine spanische Besatzung vertreiben. |
| 23. August         | Die Niederländer erobern das von den Spaniern besetzte Maastricht. |
| 3. September       | Schlacht an der Alten Veste bei Fürth zwischen den Kaiserlichen unter Wallenstein und den Schweden unter Gustav II. Adolf. Den Schweden gelingt es nicht, Wallensteins Lager zu erstürmen.                                                            |
| 6./16. November    | Schlacht bei Lützen (südlich von Leipzig) zwischen den Kaiserlichen unter Wallenstein und den Schweden unter Gustav II. Adolf, der in dieser Schlacht fällt.                                                                                          |
| 29. November       | Tod Friedrichs V. von der Pfalz in Mainz. |
| 21. Dezember       | Die Schweden unter Wolf Heinrich von Baudissin besetzen Deutz gegenüber der Reichsstadt Köln, ziehen aber wegen großer Gegenwehr bereits am nächsten Tag ab.                                                                                          |

### 1633
| Zeitraum/Datum      | Ereignis |
| ------------------- | --- |
| 14. März – 13. Juli | Belagerung der Stadt Hameln, die seit 1625 von Truppen der katholischen Liga besetzt war, durch schwedische Truppen unter Georg von Braunschweig-Lüneburg. Nach dem eindeutigen Sieg des Belagerungsheeres über ein herangezogenes kaiserliches Entsatzheer unter den Generälen Merode, Gronsfeld und Bönninghausen am 8. Juli 1633 in der Schlacht bei Hessisch Oldendorf ergeben sich die Ligatruppen in Hameln am 13. Juli den Schweden. |
| 8. April            | Die Hessen unter Melander erobern Paderborn. |
| 20. April           | Belagerung und Erstürmung von Landsberg am Lech unter grauenhaften Begleitumständen durch schwedische Truppen unter Torstensson und Bernhard von Sachsen-Weimar. |
| 23. April           | Gründung des Heilbronner Bundes durch protestantische Fürstentümer (ohne Kur-Sachsen) und viele Reichsstädte unter Federführung des schwedischen Reichskanzlers Oxenstierna gegen die kaiserliche, katholische Reichsgewalt. |
| 5 – 24. Mai         | Nacheinander werden erst Stadt und dann Schloss Heidelberg von schwedischen Truppen unter Pfalzgraf Christian von Birkenfeld-Bischweiler erobert. |
| 20. Juni            | Der schwedische Reichskanzler Axel Oxenstierna beruft Bernhard von Sachsen-Weimar zum Herzog von Franken, das aus den Hochstiften Würzburg und Bamberg gebildet wurde. |
| 8. Juli             | Schlacht bei Hessisch Oldendorf. Sieg eines deutsch-schwedischen Heeres bei Hessisch Oldendorf unter Georg von Braunschweig-Lüneburg und Lars Kagg über ein kaiserliches Heer unter Merode, Gronsfeld und Bönninghausen. |
| 15. Juli            | Eroberung und Besetzung der Stadt Rheinfelden durch schwedische Truppen unter Rheingraf Otto Ludwig von Salm-Kyrburg-Mörchingen. |
| 15. August          | Geheimes Angebot des Erzbischofs und Kurfürsten von Köln Ferdinand von Bayern (1577–1650) an Richelieu, Kurköln unter französischen Schutz zu stellen. |
| Mitte September     | Französische Truppen besetzen erneut Lothringen. Daraufhin dankt Karl IV. von Lothringen als Herzog ab und schließt sich mit einem Heer den kaiserlichen Truppen an. |
| 12. September       | Die Schweden unter Knyphausen erobern Osnabrück. |
| 11. Oktober         | Das kaiserliche Heer unter Wallenstein und Gallas erobert in einer überraschenden Blitzoffensive in Schlesien Steinau an der Oder, (nordöstlich von Legnica/ Liegnitz). Der schwedischen Kommandeur Thurn wird gefangen genommen, aber nach Übergabe aller schlesischen Festungen wieder frei gelassen, was der Kaiser Wallenstein übel nimmt.                                                                                              |
| 16. Oktober         | Rückeroberung der von den Schweden besetzten Stadt Rheinfelden durch spanische Truppen unter Herzog de Feria. Übergabe der Stadt an die Kaiserlichen, die die Besatzung verstärken. |
| 14. November        | Im Kampf um Regensburg erobert ein schwedisches Heer unter Bernhard von Sachsen-Weimar das von bayerischen Truppen besetzte Regensburg nach kurzer Belagerung. Schwedischer Stadtkommandant wird Lars Kagg. |
| Ende November       | Ausgehend von Regensburg erobern schwedische Truppen Straubing und Deggendorf. |
| 15. Dezember        | Wallenstein erhält in Pilsen einen Befehl von Kaiser Ferdinand II., einen Feldzug gegen Bernhard von Sachsen-Weimar im besetzten Regensburg zu führen. Nach Rücksprache mit seinen Offizieren ignoriert Wallenstein die Anordnung, weil er einen Winterfeldzug ablehnt. |

### 1634
| Zeitraum/Datum     | Ereignis |
| ------------------ | --- |
| 12. Januar         | 1. Pilsener Revers: 49 Generäle und Obristen des kaiserlichen Heeres (einschließlich Matthias Gallas und Johann von Aldringen) versichern Albrecht von Wallenstein ihre Treue. |
| 24. Januar         | Geheimes Absetzungspatent Ferdinands II. für Albrecht von Wallenstein und kurzzeitige Ernennung von Gallas zum neuen kaiserlichen Oberbefehlshaber. |
| 18. Februar        | Die kaiserliche Entscheidung wird vertrauenswürdigen Offizieren im kaiserlichen Heer bekanntgemacht. Sie werden ihres Gehorsams gegenüber Albrecht von Wallenstein entbunden und auf die Generäle Matthias Gallas, Johann von Aldringen und Ottavio Piccolomini verwiesen. |
| 20. Februar        | 2. Pilsener Revers: Nur mehr 32 Obristen unterstützen noch Albrecht von Wallenstein als ihren Befehlshaber. |
| 22. Februar        | Die Absetzung Albrecht von Wallensteins wird dem Heer öffentlich verkündet. |
| 25. Februar        | Ermordung Wallensteins in Eger durch eine Gruppe irischer bzw. schottischer Offiziere des Regiments Butler. |
| 20. April          | Ligistische Truppen unter General Geleen erobern Höxter nach längerer Belagerung im Sturm. Bei der folgenden Plünderung töten sie im sogenannten Blutbad von Höxter etwa 1100 Einwohner der Stadt. |
| 22. April          | Niederlage eines hessischen Heeres unter Melander bei Herford. |
| 2. Mai             | Ernennung von Erzherzog Ferdinand, König von Ungarn, des späteren Kaisers Ferdinand III. zum Oberbefehlshaber des kaiserlichen Heeres. Er behält die Position bis Sep. 1639 (Übergabe an seinen jüngeren Bruder Leopold Wilhelm von Österreich). |
| 13. Mai            | Ein sächsisches Heer unter Hans Georg von Arnim besiegt ein kaiserliches Heer unter Colloredo bei Liegnitz (Schlesien). |
| 3. Juni            | Eroberung der Festung Philippsburg durch die Schweden. Rückeroberung im Januar 1635 durch kaiserliche Truppen unter Caspar von Baumberger. |
| 14. Juni           | Bayerische Truppen unter Werth entsetzen das von schwedischen Truppen unter Gustaf Horn belagerte Aichach bei Augsburg. |
| 21. Juli           | Im Kampf um Regensburg wird die von den Schweden besetzte Stadt Regensburg nach Belagerung von kaiserlichen Truppen unter Erzherzog Ferdinand III und bayerischen Truppen unter Maximilian I. zurückerobert. |
| 22. Juli           | Eroberung von Landshut durch ein schwedisches Heer unter Bernhard von Sachsen-Weimar und Gustaf Horn. Die Schweden wollen rechtzeitig Regensburg erreichen, um die Belagerung der Stadt durch die Kaiserlichen aufzubrechen. Die kaiserlichen Verteidiger von Landshut unter Aldringen unterliegen; Aldringen kommt beim Rückzug ums Leben. Die Schweden kommen zu spät, um die Rückeroberung von Regensburg durch kaiserliche Truppen zu verhindern.                                                                    |
| 16. August         | Das kaiserliche Heer unter Ferdinand III erobert auf dem Weg nach Nördlingen die schwedische Garnison Donauwörth. |
| 29. August         | Ein schwedisches Heer unter dem Rheingrafen Otto Ludwig von Salm-Kyrburg-Mörchingen erobert und plündert nach fünfmonatiger Belagerung Rheinfelden, verteidigt von den Kaiserlichen unter Franz von Mercy. |
| 5./6. September    | In der Schlacht bei Nördlingen erfahren zwei schwedische Heere unter Bernhard von Sachsen-Weimar und Gustaf Horn eine schwere Niederlage, die zum Prager Frieden und in eine neue Phase des Krieges mit neuen Bündnissen führt. Den außergewöhnlich deutlichen Sieg erringt ein Heer des Kaisers unter Erzherzog Ferdinand, dem späteren Kaiser Ferdinand III. und Gallas, verstärkt durch ein spanisches Heer unter Kardinalinfant Ferdinand von Spanien und durch ein bayerisches Heer unter Kurfürst Maximilian.      |
| 15. September      | Nach seiner Niederlage in der Schlacht bei Nördlingen erreicht Bernhard von Sachsen Weimar die Stadt Frankfurt und beginnt die Reste des geschlagenen schwedischen Heeres zu sammeln. Es kommen 12.000 Mann zusammen, davon 7.000 Reiter. |
| 21. September      | Ein bayerisches Heer unter Werth besiegt bei Calw ein schwedisches Heer unter Rheingraf Otto Ludwig. |
| September          | Ein kaiserliches Heer erobert erneut Heidelberg und bereitet das Schloss (Festung) tagelang zur Sprengung vor. Nach dem überraschenden Erscheinen eines französischen Heeres werden die Vorbereitungen der Sprengung und die Besatzung abgebrochen. |
| 1. bis 16. Oktober | Das spanische Heer unter Kardinalinfant Ferdinand, das in der Schlacht bei Nördlingen zusammen mit Kaiserlichen und Bayern die schwedischen Heere von Bernhard von Sachsen Weimar und Gustaf Horn vernichtend geschlagen hatte, beginnt den Marsch in die Niederlande. Es vermeidet den Marsch durch das Elsass auf der linken Seite des Rheins, um Konflikte mit Frankreich zu vermeiden. Das Heer umgeht Frankfurt und überschreitet mit 18.000 Mann erst den Main bei Aschaffenburg und dann den Rhein bei Andernach. |
| 14. Oktober 1634   | Wiedereroberung Würzburgs durch kaiserliche Truppen unter Melchior von Hatzfeldt von den Schweden. |
| 15. Oktober        | Kaiserliche Truppen unter Ottavio Piccolomini erobern Schweinfurt nach fünftägiger Belagerung von den schwedischen Besatzern zurück. Die Stadt bleibt bis 1647 kaiserliche Garnison. |
| 1. November        | Im Vertrag von Paris verpflichtet sich der französische König Ludwig XIII., den protestantischen Reichsständen und den Schweden Geld und Soldaten zu stellen. Der Vertrag wird nicht wirksam, weil Schweden nicht unterzeichnet. Verbesserungen für Schweden werden im April 1635 im Vertrag von Compiègne (1635) erreicht. |
| Dezember           | Kaiserliche Truppen unter Oberst Butler belagern östlich von Stuttgart Schorndorf. Der Ort brennt nach einer Kanonade völlig nieder. Oberst Butler, der in die Ermordung von Wallenstein verstrickt war, stirbt am 24. Dezember. Seine Leiche wird unter Aufsicht von Matthias Gallas nach Prag überführt. |

### 1635
| Zeitraum/Datum    | Ereignis |
| ----------------- | --- |
| Mitte Januar      | Kapitulation der schwedischen Garnison der Festung Marienberg in Würzburg. |
| 24. Januar        | Kaiserliche Truppen erobern die von den Schweden gehaltene Festung Philippsburg zurück. |
| 28. Februar       | Proklamation des Waffenstillstands zwischen dem Kaiser und den Sachsen bei der nordböhmischen Stadt Laun |
| 12. März          | Als Teil Bündner Wirren trifft Henri II. de Rohan, früherer Anführer der französischen Hugenotten, im Auftrag der französischen Krone in Chur ein und besetzt mit seinem Heer Schlüsselpositionen am Ein- bzw. Ausgang des Veltlins. Rohan kommt einer Besetzung des Tales durch ein kaiserliches Heer zuvor. Er beherrscht damit das Tal, das als kürzester und bequemster Verbindungsweg zwischen Tirol und dem Herzogtum Mailand für Spanien und Österreich sehr wichtig ist und ein Grenzland der Konfessionen darstellt. |
| 13. März          | Kapitulation von Augsburg nach 6-monatiger Belagerung durch kaiserliche Truppen. Die Kappung der Wasserversorgung und die Absicht, die Stadt auszuhungern, hatte eine Hungersnot mit grausamen Begleitumständen zur Folge. |
| 26. März          | Eroberung der französisch besetzten Stadt Trier durch spanische Truppen. Der Trierer Kurfürst Philipp Christoph von Sötern kommt in Gefangenschaft. |
| 30. April         | Im Vertrag von Compiègne verständigen sich Frankreich und Schweden als gleichrangige Partner über ihre Interessen im Krieg in Deutschland und über die weitere Unterstützung der protestantischen Reichsfürsten. Das linke Rheinufer wird Frankreich überlassen bis auf die Städte Worms, Mainz und Benfeld (Elsass), die den Schweden eingeräumt werden. Frankreich soll Spanien den Krieg erklären und ohne Zustimmung von Schweden keinen Waffenstillstand oder Friedensschluss eingehen.                                  |
| 19. Mai           | Kriegserklärung Frankreichs an Spanien. |
| 30. Mai           | Friedensvertrag von Prag. Dem Prager Frieden zwischen dem Kaiser und dem Kurfürsten von Sachsen schließen sich in der Folge – mit Ausnahme von Hessen-Kassel – die meisten protestantischen Reichsstände an und beenden damit ihr jeweiliges Bündnis mit Schweden. Damit endet die dritte Phase des Dreißigjährigen Krieges. Dem Kaiser wird ein Reichsheer zugestanden, in dem die Landesfürsten ihren Truppenkontingenten nur noch in der Funktion von Generälen des Kaisers Anweisungen geben können.                      |
| Juli              | Erneute Besetzung von Heidelberg durch kaiserliche Truppen bis zum Ende des Krieges. |
| 8. und 18. August | Herzog Georg von Braunschweig und Kurfürst Georg Wilhelm von Brandenburg nehmen den Prager Frieden an und sind damit nicht mehr Verbündete der Schweden, sondern des Kaisers. |

## Schwedisch-Französischer Krieg (1635–1648)

### 1635
| Zeitraum/Datum       | Ereignis |
| -------------------- | --- |
| 19. Mai              | Frankreich erklärt Spanien den Krieg. |
| 4. Juli              | Ein kaiserliches Heer unter Piccolomini, das zur Unterstützung der Spanier in die spanischen Niederlande entsandt worden war, zwingt ein französisch-niederländisches Heer zur Aufgabe der Belagerung von Löwen (Teil des Französisch-Spanischen Krieges). Eine Typhusepidemie verringert die Stärke des französischen Heeres von 29.000 auf 9.000 Mann. |
| 17. Juli             | Kaiserliche Truppen unter Matthias Gallas versuchen erfolglos die Stadt Zweibrücken zu erobern, die durch französisch-weimaranische Truppen (Restheer Bernhard von Sachsen Weimar) unter La Valette und General Reinhold v. Rosen erfolgreich verteidigt wird. |
| 23. Juli             | Der kaiserliche General Hans Ulrich von Schaffgotsch wird in Regensburg auf dem Haidplatz öffentlich enthauptet. Er war vom Kaiser des Hochverrats beschuldigt worden, hatte aber trotz Folter nicht gestanden. Seine Güter wurden benötigt, um die Mörder von Wallenstein zu entlohnen. |
| 26. Juli             | Ein spanisches Heer unter Kardinalinfant Ferdinand erobert die Schenkenschanze, eine Insel-Festung nördlich von Cleve, wo sich damals der Rhein teilte und der Zugang zu den Niederlanden kontrolliert werden konnte. Mit ihrem Fall wird die Verbindung der Holländer zu ihren rheinaufwärts gelegen Garnisonen unterbrochen. |
| August               | Beginn der ersten 6-monatigen, letztlich erfolglosen Belagerung der württembergischen Festung Hohentwiel, der letzten protestantischen Bastion in Württemberg. Die Verteidigung wird geleitet von Kommandant Konrad Widerholt, stellvertretend für den im Exil in Straßburg befindlichen, vor dem Kaiser geflüchteten Landesherrn Herzog Eberhard III. von Württemberg. |
| 4. September         | Bayerische Truppen unter Johann von Werth erobern Speyer. Die Stadt wurde ab 1632 von den Schweden, den Kaiserlichen und den Franzosen erobert, 1635 bis 1644 wiederum von kaiserlichen Truppen; im Anschluss daran nochmals von den Franzosen bis über das Kriegsende hinaus. |
| 18. September        | Frankreich erklärt Kaiser Ferdinand II. den Krieg. In der Folge überschreitet das kaiserliche Reichsheer unter Matthias Gallas den Rhein, um linksrheinisch in Lothringen Fuß zu fassen. |
| 29. September        | Verfolgt vom überlegenen kaiserlichen Reichsheer unter Gallas, das über den Rhein gesetzt hat, um Lothringen anzugreifen, zieht sich ein französisches Heer unter Turenne und Kardinal La Valette, gemeinsam mit verbündeten Truppen des Bernhard von Sachsen-Weimar (Weimaraner) zurück mit dem Ziel, die Festungen Wallerfangen und Metz zu erreichen. Nach Überquerung der Saar bei Dillingen kommt es zur Schlacht von Wallerfangen im deutschsprachigen Lothringen. Die französischen Heere wehren alle Angriffe erfolgreich ab, werden aber trotzdem vom kaiserlichen Reichsheer bis nach Metz zurückgedrängt. |
| September            | Beginn der 9-monatigen Belagerung der Stadt Hanau durch kaiserliche Truppen unter Lamboy. In Abwesenheit ihres mit Schweden, bzw. Frankreich verbündeten Ehemannes, Landgraf Wilhelm V. von Hessen-Kassel, und später nach dessen Tod († 21. Sep. 1637), wird die Stadt von der Ehefrau Amalie Elisabeth regiert in Vormundschaft für den Sohn. Ihr Ehemann beendet die Belagerung mit einem Entsatzheer im Juni 1636. |
| Sommer - 22. Oktober | Schweden gewinnt erheblich an Finanzkraft und an militärischer Stärke nach Abschluss des Vertrags von Stuhmsdorf mit Polen. Der 6-jährige Waffenstillstandsvertrag im Vertrag von Altmark wird unbegrenzt verlängert und eine Meuterei im Heer von Johan Banér wird beendet. Schweden zeigt wieder Präsenz in Norddeutschland und das sächsische Heer unter Wolf Heinrich von Baudissin erleidet eine schwere Niederlage in der Schlacht bei Dömitz (Mecklenburg) gegen das schwedische Heer unter Banér. |
| 27. Oktober          | Bernhard von Sachsen-Weimar, bisher schwedischer Heerführer, schließt mit Frankreichs (Kardinal Richelieu) den Vertrag von Saint-Germain-en-Laye. Für die Dauer des Krieges werden ihm von Frankreich 4 Millionen Livres jährliche Subsidiengelder zur Finanzierung eines Heeres von 12.000 Mann zu Fuß und 6.000 Reitern mit der nötigen Artillerie zugesagt. |
| 17. Dezember         | Die schwedisch besetzte Stadt Mainz und die (Gustavsburg) kapitulieren kampflos vor einem kaiserlichen Heer. |

### 1636
| Zeitraum/Datum | Ereignis |
| -------------- | --- |
| 9. Januar      | Die letzten Schweden verlassen die Stadt Mainz und die Gustavsburg. |
| 11. Januar     | Im Gefecht bei Haselünne (bei Meppen) zwischen einem schwedischen Regiment unter Feldmarschall Dodo Freiherr zu Innhausen und Knyphausen und überlegenen kaiserlichen Truppen unter Oberst Lautersheim erzielen die schwedischen Truppen einen taktischen Sieg, obwohl Knyphausen ums Leben kommt. |
| 27. Januar     | Kaiserliche Truppen unter Rudolf von Colloredo erobern das französisch besetzte Longwy im Herzogtum Lothringen. Anschließend unternehmen sie einen vergeblichen Angriff auf das Schloss von Sancy und erobern Briey nach kurzer Belagerung. Der Ort wird geplündert und viele Einwohner von den Soldaten ermordet oder schwer misshandelt. |
| 20. März       | Im Vertrag von Wismar bestätigen Frankreich und Schweden die gemeinsame Fortsetzung des Kampfes gegen den Habsburger Kaiser und seine spanischen Verbündeten mit finanzieller Unterstützung der Schweden durch Frankreich. |
| 13./23. Juni   | Ein hessisch-schwedisches Entsatzheer unter Landgraf Wilhelm V., herangezogen aus Paderborn, sprengt nach einjähriger Belagerung den von kaiserlichen Truppen unter Guillaume de Lamboy gebildeten Belagerungsring mit 20 Schanzen um die Festung Hanau. Die Belagerer erleiden hohe Verluste. |
| 26./30. Juni   | Das Entsatzheer von Hanau unter Landgraf Wilhelm V. zieht sich nach wenigen Tagen überraschend wieder zurück. |
| 16. Juli       | Bernhard von Sachsen-Weimar erobert nach fünf abgeschlagenen Sturmangriffen die Stadt Zabern (Saverne, Elsaß), in der Gallas noch im Winter sein Quartier hatte. |
| 13. August     | Der Vorstoß eines kaiserlich-lothringischen Heeres unter Karl von Lothringen und Guillaume de Lamboy zum Entsatz der von einem französischen Heer unter Henri II. de Bourbon-Condé belagerten Stadt Dole in Burgund führt dazu, dass Condé mit einer Minensprengung einen letzten Eroberungsversuch unternimmt. Die Explosion der Mine führt statt zur Zerstörung einer Bastion jedoch nur zu einem riesigen Krater davor, wodurch ein Sturmangriff erst recht unmöglich wird. Das Belagerungsheer zieht ab und wird zur Verstärkung der französischen Verteidigung gegen Spanier und Bayern in die Picardie geschickt, während die Kaiserlichen kurz darauf feierlich in Dole einziehen, aber die feindlichen Truppen nicht weiter verfolgen. |
| 14. August     | In der Absicht, gemeinsam Paris anzugreifen, erobern spanische und bayerisch-kaiserliche Truppen unter Kardinalinfant Ferdinand, Johann von Werth und Ottavio Piccolomini die französische Grenzfestung Corbie 100 km nördlich von Paris. Das führt zu einem Volksaufstand in Paris und zur Aufstellung eines Volksheeres gegen die Angreifer. (Rückeroberung der Festung nach Belagerung von Corbie durch französische Truppen am 14. November 1636) |
| 4. Oktober     | Schlacht bei Wittstock (nordwestlich von Brandenburg). Ein schwedisches Heer unter Johan Banér erringt einen umfassenden Sieg über ein zahlenmäßig weit überlegenes kaiserlich-sächsisches Heer unter Melchior Graf von Hatzfeldt und Kurfürst Johann Georg I.Nach diesem Sieg wurden die lange Zeit inaktiv gewesenen Schweden wieder zu einer großen Gefahr für Sachsen und die Erblande der Habsburger. Das war auch einer der Gründe zum Abbruch des Frankreichfeldzuges. |
| 1. November    | Der Versuch des kaiserlichen Heeres unter Matthias Gallas, die französische Grenzstadt Saint-Jean-de-Losne an der Saône in Burgund zu erobern, wird erfolglos beendet. Die Stadt hätte als Brückenkopf auf der französischen Flussseite dienen sollen. Der Frankreichfeldzug wird endgültig abgebrochen. |
| 14. November   | Die von spanischen Truppen im August 1636 eroberte französische Grenzfestung Corbie, 100 km nördlich von Paris, wird von französischen Truppen nach 6-wöchiger Belagerung von Corbie am 14. November 1636 zurückerobert. |
| 22. Dezember   | Wahl des Erzherzogs von Österreich Ferdinand zum Römisch-deutschen König in Regensburg. |

### 1637
| Zeitraum/Datum     | Ereignis |
| ------------------ | --- |
| 30. Januar         | Der hessische General Peter Melander von Holzappel wird beim Versuch, die französisch besetzte Festung Ehrenbreitstein bei Koblenz zu entsetzen und die Belagerung durch die Kaiserlichen aufzuheben, vom aus Köln herangezogenen bayerischen Feldherr Johann von Werth unter den Mauern der Festung geschlagen. Werth übernimmt anschließend das Kommando der Belagerung.                                                                                                  |
| 15. Februar        | Tod Kaiser Ferdinands II. in Wien, Regierungsantritt von Kaiser Ferdinand III. |
| 10. März           | Tod Bogislaws XIV. von Pommern in Stettin. Um die Nachfolge entbrennt ein heftiger Streit zwischen Schweden und Brandenburg. |
| 29. Juni           | Der Marsch (Flucht) der schwedischen Armee unter Baner von Torgau über die Oder hin zu den befestigten schwedischen Lagerorten an der Küste der Ostsee und zum schwedischen Entsatzheer unter Wrangel kann vom kaiserlichen Heer unter Gallas nicht verhindert werden. Damit misslingt den Kaiserlichen die Vernichtung der letzten schwedischen Feldarmee. |
| 26. Juni           | Der bayerische Feldherr Johann von Werth zwingt die Franzosen zum Abzug aus der Festung Ehrenbreitstein, die bis zum Jahr 1650 kaiserlich besetzt bleibt. |
| 10. Oktober        | Die Festung Breda, (seit 12 Jahren von Spanien besetzt) ergibt sich nach 11 Wochen Belagerung Prinz Friedrich Heinrich von Nassau-Oranien, Statthalter der Niederlande. Spanien muss Verbände aus der Franche-Comté abziehen, um die spanischen Niederlande zu halten. Der Abzug der Spanier verschafft dem Heer von Bernhard von Sachsen-Weimar Freiheiten. |
| Sommer, Herbst     | Bernhard von Sachsen-Weimar überschreitet mit seinem Heer den Rhein, folgt französischen Wünschen und zieht nach Hochburgund, wohin ihm ein kaiserliches Heer unter Savelli und Johann von Werth folgt. Bei Kämpfen wird Werth schwer verletzt. Das Heer von Bernhard bezieht im Mömpelgard Winterquartier und wird durch gute Verpflegung gestärkt für den Feldzug von 1638, der frühzeitig eröffnet und zum erfolgreichsten Feldzug in Bernhards Laufbahn wird.           |
| Oktober - Dezember | Das kaiserliche Heer unter Gallas kann sich trotz Abzug des Korps von Götz an der Ostseeküste (Seekante) halten, erringt aber keinen durchschlagenden Erfolg gegen die schwedischen Truppen unter Johan Banér, die man hinter der Peene einschließen kann. Es gibt kleine Erfolge: Wolgast und Demmin werden erobert, bei Loitz 1.000 Gefangene gemacht. Die Schweden halten weiterhin Greifswald, Anklam, Stettin und Stralsund sowie Cammin und Kolberg in Hinterpommern. |

### 1638
| Zeitraum/Datum           | Ereignis |
| ------------------------ | --- |
| 26. Januar – 28. Februar | Das Heer von Bernhard von Sachsen-Weimar verlässt die Winterquartiere in Mömpelgard, um die Waldstädte am Rhein zu erobern. Mit der Belagerung von Rheinfelden beginnt die nach dem späteren Eintreffen eines kaiserlichen Entsatzheeres in insgesamt drei Phasen verlaufende Schlacht bei Rheinfelden, die am 3. März 1638 zur Eroberung der Stadt Rheinfelden im Aargau durch das Weimaraner Heer führt, die im Juli 1633 bereits schon einmal erobert, aber im Oktober 1633 wieder verloren worden war.        |
| 12. Februar              | Das von schwedischen Truppen verteidigte Hanau wird von kaiserlichen Truppen unter Graf Ludwig Heinrich von Nassau-Dillenburg bzw. Major Freiherr Johann Winter von Güldenborn erobert und an den Grafen Philipp Moritz (Hanau-Münzenberg) zurückgegeben. |
| 28. Februar              | Aus der am 26. Januar begonnenen Belagerung der Stadt entwickelt sich das erste Treffen der Schlacht bei Rheinfelden. Ein stärkeres kaiserlich-bayerisches Entsatzheer unter Savelli und Johann von Werth besiegt das französisch-schwedisch-deutsche Heer unter Bernhard von Sachsen-Weimar, das seit dem 5. Februar die Stadt belagert hatte. Das überraschte Belagerungsheer zieht sich aus taktischen Gründen zurück, erscheint aber drei Tage später wieder und überrumpelt das überraschte feindliche Heer. |
| 3. März                  | Im zweiten Treffen der Schlacht bei Rheinfelden überrascht das zurückkehrende schwedisch deutsche Heer unter Bernhard von Sachsen-Weimar das kaiserlich-bayerische Heer und besiegt es total. Die Heerführer Savelli und von Werth und alle Offiziere werden gefangen genommen. Savelli kann später fliehen. Rheinfelden bleibt in der Folge schwedisch besetzt, bis es 1647 an Frankreich übergeben wird. |
| 15. März                 | Im Hamburger Vertrag zwischen Frankreich, (Kardinal Richelieu), und Schweden, (Verhandlungsführer für Axel Oxenstierna war Johan Adler Salvius) verlängert Frankreich die 1636 im Vertrag von Wismar beschlossene jährliche Unterstützung von 400 000 riksdalers an die Schweden für drei Jahre, muss aber akzeptieren, dass Schweden seine Truppen nicht im Krieg gegen Spanien einsetzen will. |
| 12. April                | Übergabe der Stadt Freiburg im Breisgau an Bernhard von Sachsen-Weimar nach elftägiger Belagerung. |
| 13. April                | Henri II. de Rohan, der Anfang 1638 an den Rhein zum Heer von Bernhard von Sachsen-Weimar gestoßen war und in der Schlacht bei Rheinfelden schwer verwundet wurde, stirbt in Königsfelden an seinen Verletzungen. |
| 19. Mai – 17. Dezember   | Belagerung von Breisach bis zur Übergabe der Festung an Bernhard von Sachsen-Weimar. Da der Belagerungsring nicht sofort geschlossen werden kann, gelangt zunächst noch Nachschub in die Stadt. |
| 9. August                | Der erste Versuch zum Entsatz der belagerten Festung Breisach durch ein kaiserlich-bayerisches Heer unter Savelli und Götz scheitert in der Schlacht bei Wittenweiher gegen das Heer von Bernhard von Sachsen-Weimar. |
| 4. Oktober – 16. Oktober | Belagerung der Stadt Lemgo durch Ruprecht von der Pfalz. |
| 15 Oktober               | Der zweite Versuch zum Entsatz der belagerten Festung Breisach war das Treffen auf dem Ochsenfelde. Einem Heer des Bernhard von Sachsen-Weimar gelingt es, ein Heer des Herzogs Karl von Lothringen total zu besiegen. Das Heer hatte geplant, Versorgungsmaterial zur belagerten Festung Breisach zu bringen |
| 17. Oktober              | Ein kaiserlich-sächsisches Heer unter Hatzfeldt beendet die seit dem 4. Oktober andauernde Belagerung der Stadt Lemgo und besiegt in der Schlacht bei Vlotho das schwedische Belagerungsheer unter Ruprecht von der Pfalz, der in Gefangenschaft gerät. |
| 24. Oktober              | Der dritte Versuch zum Entsatz der belagerten Festung Breisach durch ein bayerisches Heer unter Johann von Götzen scheitert. |
| 17. Dezember             | Kapitulation der belagerten kaiserlichen Festung Breisach unter Hans von Reinach. Übergabe der Festung an Bernhard von Sachsen-Weimar. |

### 1639
| Zeitraum/Datum        | Ereignis |
| --------------------- | --- |
| Anfang April          | Ein schwedisches Heer unter Johan Banér belagert Freiberg. Die Belagerung wird abgebrochen und erst nach dem Sieg in der Schlacht bei Chemnitz weiterhin erfolglos fortgesetzt.                                                                                |
| 14. April             | Schlacht bei Chemnitz. Sieg eines vereinten schwedischen Heeres unter Johan Banér und Lennart Torstensson über einen Teil von Gallas’ kaiserlich-sächsischen Reichsheeres.                                                                                     |
| 23. April             | Beginn der fünfmonatigen Belagerung von Stadt und Festung Pirna durch schwedische Truppen unter Johan Banér. Während die Festung Pirna nicht erobert werden kann, wird die tiefer liegende Stadt geplündert und schwer zerstört.                               |
| 7. Juni               | Schlacht bei Diedenhofen (Thionville, Lothringen). Die Kaiserlichen unter Piccolomini besiegen die Franzosen unter Manassès de Pas, Marquis de Feuquières und heben die Belagerung der Grenzfestung im spanischen Herzogtum Luxemburg durch die Franzosen auf. |
| 18. Juli              | Bernhard von Sachsen-Weimar stirbt überraschend. |
| Juli – Oktober        | Zweite 4-monatige, erfolglose Belagerung der Württembergischen Festung Hohentwiel. ( s. 1. Belagerung Aug. 1635 – Feb. 1636 ) |
| September             | Leopold Wilhelm von Österreich, Bruder von Kaiser Ferdinand III. wird Oberbefehlshaber des kaiserlichen Reichsheeres. Er behält die Position bis Feb. 1643 (Übergabe an Gallas).                                                                               |
| 9. Oktober            | Johann Ludwig von Erlach verkauft als Nachfolger des Bernhard von Sachsen-Weimar dessen Heer (die Weimaraner) an Frankreich. |
| 17. Oktober           | Belagerung und Einnahme von Bautzen durch die Schweden unter Johan Banér. |
| Okt. 1639 – März 1640 | Der schwedische Feldmarschall Johan Banér besiegt ein kaiserliches Verteidigungsheer bei Brandeis, dringt weit in Böhmen vor und zerstört systematisch die Infrastruktur des Landes, damit es von anderen Heeren nicht mehr genutzt werden kann.               |
| 31. Oktober           | Seeschlacht bei den Downs. Sieg der Niederländer über eine spanische Flotte vor Dünkirchen. Spanien verliert einen Großteil seiner Flotte. |

### 1640
| Zeitraum/Datum            | Ereignis |
| ------------------------- | --- |
| August bis Ende September | Das kaiserlich-bayerische Heer und das etwa gleich starke schwedische Heer liegen sich bei Fritzlar mehrere Wochen ergebnislos gegenüber. |
| September                 | Dritte 1-monatige, erfolglose Belagerung der Württembergischen Festung Hohentwiel. ( s. erste Belagerung Aug. 1635 – Feb. 1636 ) |
| 13. September             | Kaiser Ferdinand III. eröffnet den Reichstag in Regensburg unter dem Motto Frieden, Verständigung, Amnestie. Bedingungen des Prager Friedens sollen für Protestanten gelockert werden. Einige Monate später ändert sich nach dem Tod des dem Kaiser treu ergebenen Kurfürsten Georg Wilhelm von Brandenburg. Sein Nachfolger Friedrich Wilhelm kritisiert die Politik des Kaisers für das geschundene Brandenburg und will eine andere Politik als der Kaiser. |
| 17. September             | Der französische Heerführer Harcourt erobert Turin, das von einem spanischen Heer unter Thomas Franz von Savoyen besetzt war. Thomas Franz selbst hatte von der Stadt aus vergeblich die Festung belagert, während ein weiteres spanisches Heer unter Leganés letztlich ohne Erfolg Harcourt eingeschlossen hatte. |
| 2. Oktober                | Kaiserliche Truppen unter Erzherzog Leopold Wilhelm und Piccolomini nehmen Höxter an der Weser ein. Kurz darauf gehen sowohl die Kaiserlichen als auch ihre schwedischen Kontrahenten in Winterquartiere. |
| 14. November              | Nach zweimonatiger Belagerung verlässt die schwedische Besatzung von Hirschberg in Niederschlesien die Stadt. Obwohl General Stålhandske Anfang des Monats ein Entsatzversuch gelungen ist und er Verteidiger und Bewohner mit Proviant versorgen konnte, geben die Schweden endgültig die Stadt auf und ziehen ab, gefolgt von einem Großteil der Bewohner. Die kaiserlichen Belagerer unter Martin Maximilian von der Goltz besetzen die Stadt.              |
| 15. November              | Gefecht am Riebelsdorfer Berg in Nordhessen zwischen weimaranischen Truppen unter General Rosen und kaiserlichen Truppen, bei dem der kaiserliche General Hans Rudolf von Breda ums Leben kommt. |
| 1. Dezember               | Tod von Kurfürst Georg Wilhelm von Brandenburg. Sein Nachfolger Friedrich Wilhelm von Brandenburg (Großer Kurfürst) gibt auf dem Reichstag in Regensburg zu erkennen, dass er einen Waffenstillstand mit Schweden für Brandenburg abschließen will. |

### 1641
| Zeitraum/Datum           | Ereignis |
| ------------------------ | --- |
| Januar                   | Ein schwedisches Heer unter Johan Banér taucht überraschend vor Regensburg auf, um die Auflösung des seit September 1640 tagenden Reichstags zu erzwingen. Kaiser Ferdinand III. behält die Ruhe. Die Belagerung kommt nicht zustande. Das schwedische Heer zieht sich zurück, verfolgt von einem kaiserlichen Heer. Der Reichstag endet im November 1641 unter Missklängen erfolglos. |
| 1641 – 1643              | Der dänische König Christian belagert erfolglos Hamburg und mischt sich als angeblicher Vermittler zum Ärger der Schweden in die sog. Hamburger Friedensgespräche ein, die der Vorbereitung von Friedensverhandlungen dienen sollen. Brandenburg schließt einen Waffenstillstand mit Schweden. Der Kaiser betreibt einen hinhaltenden Widerstand, indem er die Hamburger Friedensgespräche verzögert und die Feindschaft zwischen Dänemark und Schweden schürt. |
| 19. März                 | Bayerische Truppen unter Kaspar von Mercy schlagen die schwedische Nachhut des Banér-Heeres unter Erik Slang bei Neunburg vorm Wald. Slang wird in der Stadt eingeschlossen und am 21. März von den Kaiserlichen und Bayern zur Kapitulation gezwungen, wodurch 2000 Schweden in Gefangenschaft geraten. |
| 27. März                 | Schlacht bei Preßnitz: Sieg kaiserlicher Truppen unter Piccolomini über das flüchtende Heer der Schweden unter Johan Banér, das hohe Verluste hat. Banér kann entkommen, stirbt aber nach der Rückkehr im Feldlager bei Halberstadt. |
| 10. April                | Kaiserliche Truppen unter Gilles de Haes erobern Willstätt nach kurzer Belagerung von den Franzosen zurück. Am 17. April ergibt sich Schloss Mahlberg Haes’ Truppen, die in der Umgebung auch Gengenbach und Oberkirch besetzen. |
| 20. Mai                  | Der schwedische Feldherr Johan Banér stirbt. Er war einer der skrupellosesten und raffiniertesten Feldherren des Krieges. Sein Nachfolger wird Lennart Torstensson. |
| 2. Juni                  | Kaiserliche Truppen unter Gilles de Haes erobern die Stadt Kreuznach an der Nahe. |
| Sommer, Herbst           | Ein neu aufgestelltes kaiserlich-sächsisches Heer unter Franz Albrecht von Sachsen-Lauenburg erobert alle schwedischen Stützpunkte in Schlesien zurück. |
| 6. Juli                  | In der Schlacht von La Marfée (bei Sedan) unterliegen die Truppen des französischen Königs Ludwig XIII. unter Gaspard de Coligny zunächst den Truppen von französischen Rebellen unter Frédéric-Maurice de la Tour d'Auvergnes, Herzog von Bouillon und Fürst von Sedan, die von kaiserlich-spanischen Truppen unter Guillaume de Lamboy unterstützt werden. Trotz der Niederlage wird die Stadt Sedan von königlichen Truppen eingeschlossen. Die Belagerung der Stadt endet mit der Unterwerfung des Herzogs von Bouillon am 4. August des gleichen Jahres. Als Beschuldigter im Zusammenhang mit der Cinq-Mars-Verschwörung muss er für seine Begnadigung das souveräne Fürstentum Sedan 1642 an Frankreich abtreten. |
| 14. Juli                 | Der Kurfürst von Brandenburg Friedrich Wilhelm beschließt einen Waffenstillstand mit Schweden. |
| 16. Juli – 19. September | Belagerung von Dorsten: Kaiserliche Truppen unter Melchior von Hatzfeldt zwingen Johann von Geyso, Kommandant der wichtigen rechts-rheinischen Festung der Landgrafschaft Hessen-Kassel, nach 3-monatiger Belagerung zur Übergabe der Festung. |
| 30. September            | Die schwedische Besatzung von Görlitz unter Obristleutnant Wancke ergibt sich nach zehnwöchiger Belagerung einem kaiserlich-sächsischen Heer unter Kurfürst Johann Georg, Franz Albrecht von Sachsen-Lauenburg und Martin Maximilian von der Goltz. |
| 24. Oktober              | Ein bayerisch-kaiserliches Heer unter Johann von Winterscheid zwingt Einbeck zur Kapitulation. |
| 1. November              | Ein bayerisch-kaiserliches Heer unter Johann von Winterscheid belagert erfolglos Göttingen. |
| 21. Dezember             | Der Präliminarvertrag von Hamburg setzt Münster und Osnabrück als Kongressorte fest. |
| Dez. Jan.                | Vierte mehrmonatige, erfolglose Belagerung der Württembergischen Festung Hohentwiel. ( s. 1. Belagerung Aug. 1635 – Feb. 1636) |

### 1642
| Zeitraum/Datum              | Ereignis |
| --------------------------- | --- |
| 16. Januar                  | Nach dem Tod von Georg (Braunschweig-Calenberg): Abschluss eines Präliminarfriedens zwischen Kaiser und Welfen. Die Herzöge von Braunschweig kündigen das Bündnis mit Schweden. Ihnen wird vom Kaiser Neutralität zugesichert. Die Weserfestungen bleiben in schwedischer Hand. |
| 17. Januar                  | Schlacht auf der Kempener Heide (Tönisvorst zwischen Krefeld und Kempen). Die Franzosen und Hessen besiegen ein kaiserliches Heer unter Graf Lamboy. |
| 27. April, 4. Mai           | Nach Vereinigung von zwei schwedischen Heeren unter Lennart Torstensson und Torsten Stålhandske wird die kaiserliche Festung Glogau in Schlesien erobert. |
| 12. Mai bis 17. Juni        | Erfolglose Belagerung von Lleida (Katalonien) mit spanischer Besatzung durch die Franzosen unter Louis II. de Condé. |
| 30., 31. Mai                | Ein jüngst neu aufgestelltes kaiserlich-sächsisches Heer unter Franz Albrecht von Sachsen-Lauenburg wird bei Schweidnitz von den Schweden unter Torstensson schwer geschlagen. |
| 14. Juni -Mitte Okt.        | Das bei Schweidnitz siegreiche schwedische Heer zieht über die Neisse nach Olmütz, das sich den Schweden ergibt. Nach Olmütz ergeben sich auch die Städte Troppau, Cosel, und Oppeln, nicht aber Brieg, dessen Belagerung die Schweden unter Torstensson am 25. Juli aufgeben und sich dann zurückziehen zunächst bis zur Mündung der Neisse, später Mitte Oktober bei Torgau über die Elbe nach Leipzig, wo es zur 2. Schlacht bei Breitenfeld kommt. |
| 7. Oktober                  | Schlacht bei Lleida. Die Franzosen unter Lamothe-Houdancourt besiegen die Spanier unter Leganés. |
| 23. Okt. / 2. November      | Zweite Schlacht bei Breitenfeld, die nach Nördlingen größte Schlacht des Krieges. Ein kaiserliches Heer unter Erzherzog Leopold Wilhelm und Piccolomini wird von einem schwedischen Heer unter Lennart Torstensson schwer geschlagen. |
| 4. Dezember                 | Tod des französischen Kanzlers Richelieu. |
| 7. Dezember                 | Nach Belagerung ergibt sich die Stadt Leipzig den Schweden unter Lennart Torstensson und bleibt bis 1650 besetzt. |
| Ende Dezember / Januar 1643 | Schwedische Truppen unter Lennart Torstensson belagern erneut vergeblich die Stadt Freiberg unter dem Stadtkommandanten Georg Hermann von Schweinitz. |

### 1643
| Zeitraum/Datum       | Ereignis |
| -------------------- | --- |
| Februar              | Leopold Wilhelm von Österreich, der Bruder von Kaiser Ferdinand III. wird als Oberbefehlshaber des kaiserlichen Reichsheeres abberufen. Sein Nachfolger wird Matthias Gallas, der die Position bis 1645 behält. |
| 14. Mai              | Tod Ludwigs XIII. Offizieller Nachfolger wird der 4-jährige Ludwig XIV. unter Vormundschaft seiner Mutter Anna von Österreich (Schwester des spanischen Königs Philipp IV. und Schwägerin des deutschen Kaisers Ferdinand III.) |
| 18. Mai              | Mazarin wird Erster Minister Frankreichs und setzt die anti-habsburgische Politik von Kardinal Richelieu konsequent fort. |
| 18./19. Mai          | Schlacht bei Rocroi (Ardennen). Ein spanisches Heer mit seiner gefürchteten Infanterie wird vernichtend geschlagen von einem französischen Heer unter Louis II. de Condé. |
| 19. November         | Einnahme der Stadt Rottweil durch die Franzosen unter Jean Baptiste Budes de Guébriant, der dabei tödlich verwundet wird. |
| 24. November         | Schlacht bei Tuttlingen. Ein kaiserlich-bayrisches Heer unter Franz von Mercy und Johann von Werth überrascht ein im Winterquartier befindliches französisch-weimarisches Heer unter Rantzau, erobert die Artillerie, macht 7.000 Gefangene und erringt einen großen Erfolg. |
| September – Dezember | Die schwedischen Truppen unter dem Kommando von Lennart Torstensson erhalten von Oxenstierna den Befehl, die dänischen Besitzungen in Norddeutschland anzugreifen. Torstensson verstärkt die schwedisch besetzten Orte in Böhmen und Mähren und beginnt heimlich, mit seinem Heer den deutschen Kriegsschauplatz zu verlassen. Er rückt mit dem Heer nach Norden ab, fällt im Dezember ohne Kriegserklärung an Dänemark in Holstein ein und besetzt bis Ende Januar 1644 ganz Jütland. |

### 1644
| Zeitraum/Datum | Ereignis |
| -------------- | --- |
| Januar         | Schwedische Truppen unter Lennart Torstensson erobern im sog. Torstenssonkrieg das dänische Festland (Jütland). Der Widerstand der Dänen unter Christian IV. ist stark, Mazarin kürzt die Gelder für Schweden, Kaiser Ferdinand III. sendet ein Heer unter Matthias Gallas aus, das die Dänen gegen die Schweden unterstützen soll und Kiel im Sommer 1644 erreicht. |
| 6 Mai–11. Mai  | Ein bayerisches Heer unter Franz von Mercy belagert einige Tage das französisch besetzte Überlingen. Die französische Besatzung gibt auf gegen freien Abzug am 12. Mai. |
| 16. Mai        | Seeschlacht im Lister Tief zwischen dänisch-norwegischen und schwedisch-niederländischen Geschwadern. |
| 11. Juli       | Seeschlacht auf der Kolberger Heide. König Christian IV. von Dänemark setzt 40 Schiffe ein gegen 34 schwedische Schiffe und wird verwundet. Die schwedische Flotte muss sich zurückziehen. |
| 19. Juli       | Sächsische Truppen unter Kurfürst Johann Georg erobern das von den Schweden gehaltene Chemnitz zurück. |
| 28. Juli       | Ein bayerisches Heer mit 16.500 Mann unter Franz von Mercy belagert und bombardiert ab Ende Juni 1644 das seit 1638 französisch besetzte Freiburg im Breisgau. Die französische Besatzung gibt auf gegen freien Abzug am 28. Juli. Die bayerischen Truppen graben sich auf den Hügeln in Freiburg ein, verschanzen sich und erwarten das sich neu sammelnde französische Heer. |
| 3.–5. August   | Schlacht bei Freiburg im Breisgau zwischen einem französisch-weimaranischen Heer mit 20.000 Mann unter Turenne sowie Louis de Condé und dem bayerischen Heer unter Franz von Mercy. In einer der »mörderischsten und verlustreichsten Schlachten des Krieges« fallen 6.000 französische Söldner, aber nur ca. 1.100 bayerische Söldner. Der weitere Vorstoß der Franzosen nach Süddeutschland wird zunächst verhindert.                                                                           |
| 9./10. August  | Das am 5. August bei Freiburg abgewiesene französische Heer umgeht das bayerische Heer durch das Glottertal im Norden, um dessen Versorgungswege und die Verbindung nach Bayern abzuschneiden. Das rechtzeitig abgezogene bayerische Heer unter Franz von Mercy kann bei St. Peter den Angriff der französischen Armeespitze unter Reinhold von Rosen abwehren, muss aber seine gesamte Bagage zurücklassen.                                                                                      |
| 13. August     | Das kaiserliches Reichsheer unter Matthias Gallas erreicht auf seinem Feldzug zur Unterstützung von Dänemark gegen die Schweden die Stadt Kiel. |
| 12. September  | Das von Freiburg aus nach Norden gezogene französische Heer unter Turenne erobert Philippsburg nach 3 Wochen Belagerung. |
| 17. September  | Die Stadt Mainz ergibt sich kampflos einem französischen Heer unter Louis II. de Bourbon, prince de Condé. |
| 13. Oktober    | Seeschlacht bei Fehmarn (1644). Die Schweden unter Wrangel besiegen mit massiver Hilfe der Niederlande die Dänen. Die dänische Herrschaft über die Ostsee ist beendet. |
| 23. November   | In der Schlacht bei Jüterbog (Brandenburg, Landkreis Teltow) besiegen die Schweden unter Torstensson die Kavallerie des kaiserlichen Reichsheeres unter Gallas, die nach dem Abzug der Kaiserlichen aus dem festen Lager bei Bernburg nach Magdeburg weiter in Richtung Lausitz gezogen waren. Die Verluste der hauptsächlich durch Hunger, Krankheit und Desertation fast aufgelösten kaiserlichen Armee lassen Sachsen ungeschützt und räumen den Schweden den Weg frei nach Böhmen und Mähren. |
| 4. Dezember    | Eröffnung des Friedenskongresses in Münster. |
| Dez (?)        | Fünfte mehrmonatige, erfolglose Belagerung der Württembergischen Festung Hohentwiel. (s. erste Belagerung Aug. 1635 – Feb. 1636) |

### 1645
| Zeitraum/Datum      | Ereignis |
| ------------------- | --- |
| 7. Januar           | Der Generalfeldwachtmeister Johann Wilhelm von Hunolstein führt als Kommandeur der kaiserlichen Infanterie die letzten 1400 kampffähigen Fußsoldaten des Gallas-Heeres aus dem von den Schweden blockierten Magdeburg heraus und bringt sie über Wittenberg innerhalb eines Monats nach Prag. Damit gelangt zusammen mit den bei Jüterbog Ende 1644 entkommenen Reitern nur ein Bruchteil des kaiserlichen Heeres, das zuvor unter Gallas nach Holstein gezogen war, auch wieder zurück in die habsburgischen Erblande. Der erkrankte Oberbefehlshaber Gallas bleibt zunächst in Magdeburg und erreicht Mitte Februar Prag, wo er kein neues Kommando erhält. |
| 6. März             | Schlacht bei Jankau (Jankov. südöstlich von Prag). Das schwedische Heer unter Torstensson besiegt das kaiserlich-bayrische Heer unter Hatzfeldt, Götzen und Werth. Nach dem umfassenden Sieg ist der Weg nach Wien für die Schweden frei. |
| 31. März - 5. April | Das schwedische Heer unter Lennart Torstensson erobert kampflos die Städte des Waldviertels nördlich der Donau, nordwestlich von Wien, darunter die Festungen Krems am 31. März und die Festung Korneuburg am 5.April. Versuche, hier die Donau zu überwinden und einen Brückenkopf zu schaffen, misslingen. Die beiden Festungen werden mit schwedischen Truppen besetzt. |
| 9. April            | Der Angriff des schwedischen Heeres unter Lennart Torstensson auf Wien kommt vor Wien zum Stehen, als kaiserliche Truppen unter Oberbefehl von Matthias Gallas unterstützt von Leopold Wilhelm von Österreich in der Schlacht bei der heutigen Brigittakapelle Widerstand leisten und die von den Schweden erhoffte Unterstützung des Siebenbürger Fürsten Georg II. Rákóczi ausbleibt. Das schwedische Hauptheer zieht ab, um Brünn zu belagern, das die Nachschublinien der Schweden gefährdet. |
| Mai                 | Leopold Wilhelm von Österreich, der Bruder von Kaiser Ferdinand III. wird erneut für ca. zwei Jahre Oberbefehlshaber des kaiserlichen Reichsheeres. Er behält die Position bis Dez. 1646 (Übergabe an Gallas) |
| 3. Mai – 23. August | Beginn der Belagerung der Stadt Brünn in Mähren durch ein schwedisches Heer unter Lennart Torstensson. Der kaiserliche Stadtkommandant Raduit de Souches kann die Stadt mit nur 1.500 Mann gegen die etwa 25.000–30.000 starke Armee Torstenssons 4 Monate lang halten. Nach einem letzten erfolglosen Großangriff der Schweden mit Unterstützung des Siebenbürgischen Fürsten Georg I. Rákóczi am 15. August zieht Torstensson schließlich am 23. August stark geschwächt mit seinen Truppen ab. |
| 5. Mai              | Schlacht von Herbsthausen (bei Mergentheim). Bayerisch-kaiserliche Truppen unter Franz von Mercy und Johann von Werth erringen gegen ein französisches Heer unter Turenne einen großen Sieg. Die Franzosen erleiden hohe Verluste und verlieren 2500 Mann als Gefangenen, darunter viele Offiziere. |
| 1. Juli             | Die lothringische Festung La Mothe im Bassigny ergibt sich nach 205 Tagen einer französischen Belagerung. Anschließend wird die seit 1641 bereits zweimal vergeblich belagerte Festung von den französischen Truppen vollständig geschleift. |
| 3. August           | Schlacht bei Alerheim (bei Nördlingen). Ein kaiserlich-bayerisches Heer unter Franz von Mercy und Johann von Werth unterliegt wegen Abbruch der Schlacht einem französischen Heer unter dem Duc d'Enghien, der das bei Herbsthausen geschlagene Heer von Turenne verstärken sollte. Besonders die französische Seite hat hohe Verluste (4.000 Mann). Auf kaiserlich-bayerischer Seite kommen Mercy und 1.500 Söldner ums Leben und außerdem gehen 1.500 Söldner in Gefangenschaft. Der Ausgang der Schlacht war für beide Seiten eine massive Schwächung. |
| 23. August          | Verzichtfrieden zu Brömsebro. Dänemark muss Zugeständnisse gegenüber den Schweden machen. |
| 6. September        | Kurfürst Johann Georg von Sachsen unterzeichnet einen Waffenstillstandsvertrag mit Schweden in Kötzschenbroda bei Dresden. Die Schweden verlieren eine feindliche Bedrohung beim Vorstoß auf Wien. Der Kaiser verliert nach Brandenburg (Waffenstillstand 1641) den zweiten Verbündeten. Als Verbündeter bleiben dem Kaiser nur noch Bayern und Kurköln. |
| 13. Dezember        | Linzer Frieden zwischen Kaiser Ferdinand III. und Georg I. Rákóczi, Fürst von Siebenbürgen. |

### 1646
| Zeitraum/Datum       | Ereignis |
| -------------------- | --- |
| 5. Mai bis 4. August | Belagerung und Rückeroberung der Festung Korneuburg (nördlich der Donau bei Wien) durch kaiserliche Truppen. Die Festung war seit April 1645 durch schwedische Truppen besetzt. Die ebenfalls seit April 1645 durch schwedische Truppen besetzte Festung Krems (nördlich der Donau 70 km westlich von Wien) war bereits am 5. Mai 1646 von kaiserlichen Truppen zurückerobert worden.                                                                                  |
| 15. Mai              | Die Stadt Paderborn ergibt sich nach zweitägiger Bombardierung schwedischen Truppen unter Carl Gustaf Wrangel. Die Schweden verlassen die Stadt nach Einzug einer beträchtlichen Kontribution und überlassen sie ihrem Verbündeten Hessen-Kassel. |
| 19. Juni             | Bündnis des Kurfürsten von Trier Philipp Christoph von Sötern mit Frankreich. Übergabe der Festung Philippsburg an die Franzosen zur dauerhaften Besetzung. |
| September            | Der Sommerfeldzug eines schwedisch-französischen Heeres unter Carl Gustaf Wrangel und Turenne nach Bayern beabsichtigt, den wichtigsten Verbündeten des Kaisers zu einem Ausscheiden aus dem Krieg zu zwingen. Das Land erleidet schwere Verwüstungen, Augsburg wird beschossen und belagert, aber nicht erobert, weil ein bayerisches Heer unter Johann von Werth rechtzeitig zum Entsatz erscheint.                                                                  |
| 11. Oktober          | Die Franzosen erobern Dünkirchen (Französisch-Spanischer Krieg (1635–1659)). |
| 4. November          | Schwedische Truppen erobern die Reichsstadt Weißenburg in Bayern. |
| 20. November         | Gefecht auf der Totenhöhe bei Frankenberg (Eder) zwischen Truppen von Hessen-Darmstadt unter Ernst Albrecht von Eberstein verstärkt durch kaiserliche Truppen und Truppen von Hessen Kassel unter Johann von Geyso verstärkt durch schwedische Truppen. Die Truppen von Hessen-Darmstadt werden geschlagen, was ein wichtiger Etappensieg für Hessen-Kassel ist. |
| 23. November         | Die französisch-schwedischen Truppen unter Carl Gustaf Wrangel und Turenne überschreiten den Lech nach Westen und verlassen auf Befehl des regierenden Ministers von Frankreich Jules Mazarin Bayern. Mazarin will die Friedensverhandlungen beschleunigen und er will keine protestantischen Mächte in Bayern. Das schwedische Heer zieht nach Schwaben, plündert Ende 1646 Kempten, im Januar 1647 Bregenz, bevor es nach Bayern westlich des Ammersees zurückkehrt. |
| 1. Dezember          | Im Auftrag des kaiserlichen Oberbefehlshabers in Westfalen, Peter Melander von Holzappel, erobert der Wiedenbrücker Stadtkommandant Balduin von Reumont mit Soldaten der Wiedenbrücker Garnison die Stadt Paderborn von einer hessen-kasselschen Besatzung. |
| Dezember             | Leopold Wilhelm von Österreich, der Bruder von Kaiser Ferdinand III. wird nach zwei Jahren als Oberbefehlshaber des kaiserlichen Reichsheeres wieder abberufen. Als Nachfolger wird der bereits zweimal entlassene Matthias Gallas erneut als Oberbefehlshaber berufen. Er stirbt nur 4 Monate später. Sein Nachfolger wird 1647 Peter Melander von Holzappel. |

### 1647
| Zeitraum/Datum  | Ereignis |
| --------------- | --- |
| Januar bis März | Belagerung von Schloss Hohentübingen, das von bayerischen Truppen besetzt ist, durch ein französisches Heer unter Henri de La Tour d’Auvergne, vicomte de Turenne. Nach der Sprengung eines der Ecktürme wird Schloss Hohentübingen übergeben. |
| 2. Februar      | Die schwedische Besatzung von Weißenburg in Bayern ergibt sich nach einer zweiwöchigen Belagerung durch kaiserliche und bayrische Truppen den Generälen Traudisch, Fernemont und Enkevort auf kaiserlicher sowie Werth, Holtz und Sporck auf bayerischer Seite. |
| 14. März        | Der bayerische Kurfürst Maximilian I. beschließt ohne Absprache mit dem Kaiser den Waffenstillstand von Ulm zwischen Frankreich, Schweden und Bayern, um die Verwüstung Bayerns zu beenden. Damit bricht er das Bündnis mit dem Kaiser, der nun keinen starken Verbündeten mehr hat. Der bayerische Kavallerie-General Johann von Werth entschließt sich, auf die Seite des Kaisers zu wechseln. Seine Offiziere folgen ihm aber nicht. |
| 24. April       | Die kaiserliche Besatzung von Schweinfurt unter Hieronymus von Lodron ergibt sich nach achttägiger Belagerung den Schweden unter Carl Gustaf Wrangel, die die Stadt in der Folge ein zweites Mal bis zu ihrem Abzug 1650 besetzen. |
| 25. April       | Der Oberbefehlshaber des Heeres Matthias Gallas erkrankt und stirbt. Sein Nachfolger als letzter Oberbefehlshaber des Reichsheeres wird Peter Melander von Holzappel, der im Mai 1648 in der Schlacht bei Zusmarshausen ums Leben kommt. |
| 28. Mai         | Einnahme von Fürstenau nach zehn Tagen Belagerung durch den schwedischen Feldmarschall Hans Christoph von Königsmarck. |
| 18. Juni        | Louis Condé unterliegt den Spaniern bei Lleida (Katalonien). |
| 15. Juli        | Die kaiserliche Garnison von Wiedenbrück ergibt sich einer schwedischen Belagerung durch Königsmarck. |
| 18. Juli        | Eroberung der kaiserlichen Festung Eger durch schwedische Truppen unter Carl Gustaf Wrangel. |
| 22. August      | In der Schlacht bei Triebl in Nordböhmen besiegt das kaiserliche Heer unter Peter Melander von Holzappels die Schweden unter Carl Gustaf Wrangel. |
| 25. Oktober     | Kaiserliche Truppen unter dem Pilsener Stadtkommandanten Jan van der Croon nehmen die Königswarter Schanze vor Eger ein und schließen über den Winter die Festung Eger ein. |
| 24. November    | Die schwedische Besatzung von Memmingen unter Sigismund Przyemski ergibt sich den Kaiserlichen unter Enkevort und den Bayern unter Lapier, Rouyer und Winterscheidt nach zweimonatiger Belagerung. |
| 7. Dezember     | Rückeroberung der seit 1645 schwedisch besetzten Stadt Iglau in Mähren durch kaiserliche Truppen unter General Hans Christoph III. von Puchheim und Jean-Louis Raduit de Souches nach dreimonatiger Belagerung. |
| 14. Dezember    | Die kaiserliche Hauptarmee unter Peter Melander von Holzappel erobert die Stadt Marburg, aber nicht das Schloss. Melander gibt die Belagerung des Schlosses wieder auf, am 28. Dezember wird er durch Beschuss der Schlossbesatzung schwer verwundet und kann erst Mitte Januar wieder den Oberbefehl über die Armee übernehmen. |
| 31. Dezember    | Die hessisch besetzte Burg Windeck an der Sieg ergibt sich nach einmonatiger Belagerung den kaiserlichen Truppen unter Guillaume de Lamboy. Eine kaiserliche Besatzung bleibt auf der Burg, bis sie diese Mitte 1648 aufgibt und durch Sprengung unbenutzbar zurücklässt. |

### 1648
| Zeitraum/Datum | Ereignis |
| -------------- | --- |
| 30. Januar     | Der Friede von Münster beendet den parallelen Achtzigjährigen Krieg zwischen Spanien und den Niederlanden. Letztere werden von Spanien als unabhängig anerkannt. |
| 28. Februar    | Tod von König Christian IV. von Dänemark. |
| 12. März       | Die Reichsstadt Windsheim und ihre bayerische Besatzung ergeben sich nach mehrtägigem Beschuss und einem abgeschlagenen Sturmangriff dem schwedischen Hauptheer unter Wrangel. |
| 6. April       | Schwedische Truppen unter Königsmarck durchbrechen die Blockade von Eger und bringen dringend benötigten Proviant in die Stadt. |
| 21. April      | Das schwedische Hauptheer unter Wrangel nimmt die von einer bayerischen Besatzung verteidigte Reichsstadt Dinkelsbühl ein. |
| 17. Mai        | Schlacht bei Zusmarshausen westlich von Augsburg. In einer der letzten Schlachten des Krieges besiegen französisch-schwedische Truppen unter Turenne und Carl Gustaf Wrangel die Truppen des kaiserlichen Reichsheeres unter Melander und Montecuccoli.                                 |
| 2. Juni        | Kaiserliche Truppen unter Guillaume de Lamboy erobern die von hessen-kasselschen Soldaten besetzte Burg Breitenbend, die anschließend geschleift wird. |
| 14. Juni       | Schlacht bei Wevelinghoven. In einer der letzten Schlachten des Krieges erfahren kaiserliche Truppen unter Guillaume de Lamboy eine Niederlage gegen Truppen aus der Landgrafschaft Hessen-Kassel unter Johann von Geyso.                                                               |
| 26. Juli       | Einnahme der Prager Kleinseite mit anschließender Plünderung durch die schwedische Truppen unter Königsmarck und Belagerung von Prag bis zum 1. November während der Friedensverhandlungen in Münster.                                                                                  |
| 20. August     | Schlacht bei Lens. Niederlage kaiserlich, spanischer Truppen unter dem Statthalter der spanischen Niederlande Erzherzog Leopold Wilhelm von Österreich gegen französische Truppen unter Louis II. de Bourbon, prince de Condé (Französisch-Spanischer Krieg (1635–1659)).               |
| 21. September  | Hessen-kasselsche Truppen nehmen Düren nach vorheriger Belagerung ein, ein Entsatzversuch durch die Kaiserlichen unter Guillaume de Lamboy war gescheitert. |
| 4. Oktober     | Schlacht bei Dachau. Sieg kaiserlicher Truppen unter Piccolomini und Johann von Werth über französisch-schwedische Truppen unter Wrangel, die sich auf einer groß angelegten Jagd in den Wäldern zwischen Dachau und München befanden.                                                  |
| 17. Oktober    | Kaiserliche Truppen unter Guillaume de Lamboy entsetzen das von hessen-kasselschen Truppen unter Landgraf Friedrich von Hessen-Eschwege belagerte Paderborn. Die Kaiserlichen ziehen im Anschluss nach Höxter, die Hessen nach Brakel, bis die Nachricht vom Friedensschluss eintrifft. |
| 24. Oktober    | Unterzeichnung des Westfälischen Friedens in Münster und Osnabrück. |